# Gabriel Robin
Pour les articles homonymes, voir Gabriel Robin (ambassadeur) et Robin.

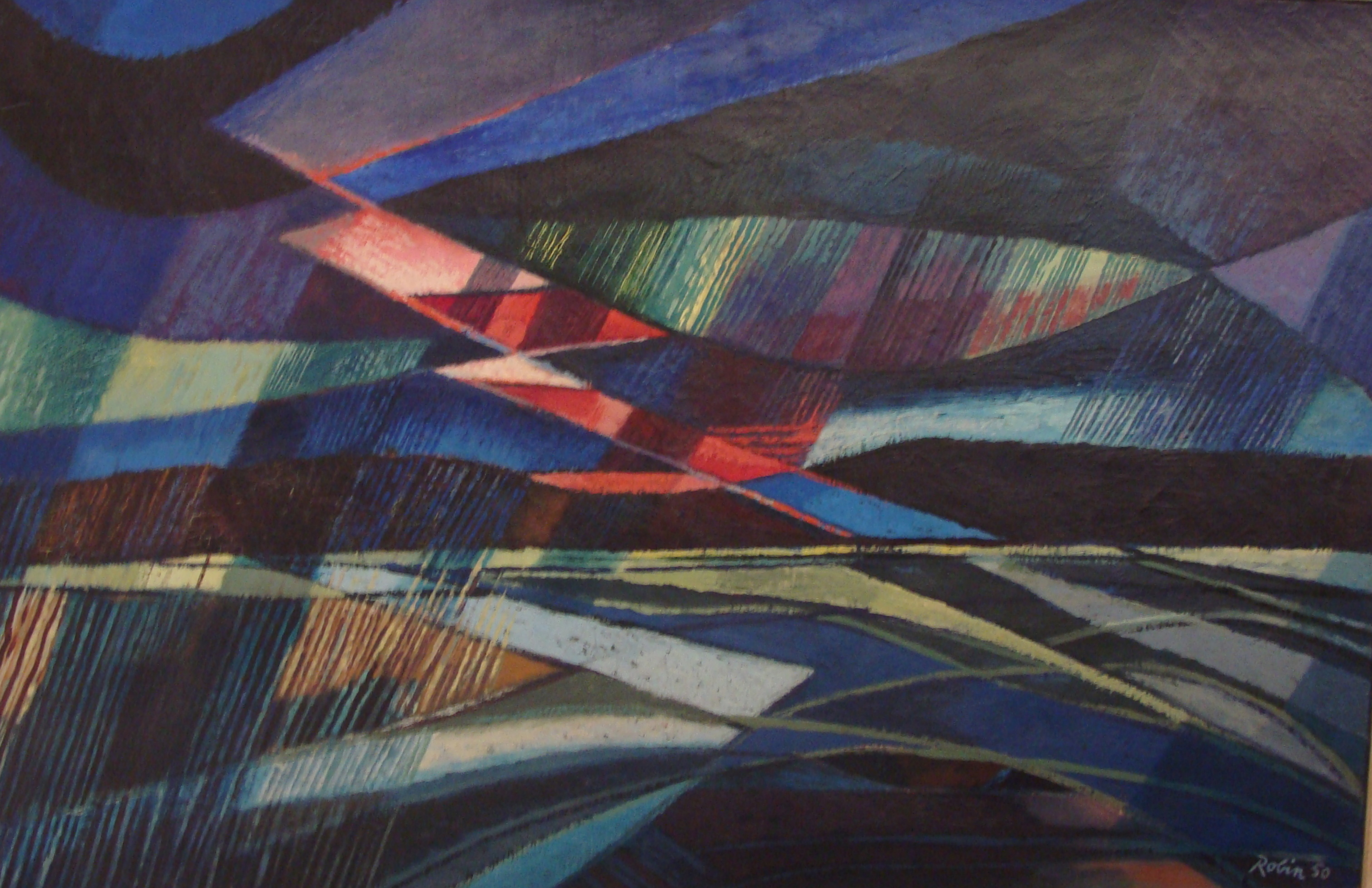
Terres froides : l'orage sur la plaine, 1950 (huile sur toile, 92x60 cm), collection particulière

Gabriel Robin (né à Nantes le 28 mai 1902 et mort à Aulnay-sous-Bois le 28 juillet 1970) est un peintre français appartenant à la nouvelle École de Paris.

## Biographie
Après avoir exercé différents métiers artisanaux dans les usines et sur les chantiers, Robin, qui a suivi cinq ans des cours de dessin le soir à l’école des Beaux-Arts de Belleville, installe son atelier au-dessus de la maison qu’il a fait construire à Aulnay en 1931 et dans laquelle il exerce sa profession de cordonnier le matin, et sa passion pour la peinture le restant de la journée.

En 1932, il participe à la création et aux activités du groupe Les Indélicats qui publie une revue anarchiste sous forme de livrets tirés à une centaine d’exemplaires composés de dix linogravures (gravures sur linoléum) offrant un regard politique et critique sur la société. Le 14 juillet, le chômage, les élites, les sportifs, la colonisation ou bien encore la guerre sont quelques-uns des thèmes sociaux traités avec une force graphique très efficace par vingt-et-un artistes dont Estève, Pignon, Roger Falck, Georges Ort, Adrien Cumora, Gisèle Delsine, Louis Féron, Fougeron, Marcel Debarbieux. Gabriel Robin réalise de 1932 à 1934 six linogravures essentiellement en noir et blanc pour les portfolios édités par le groupe.

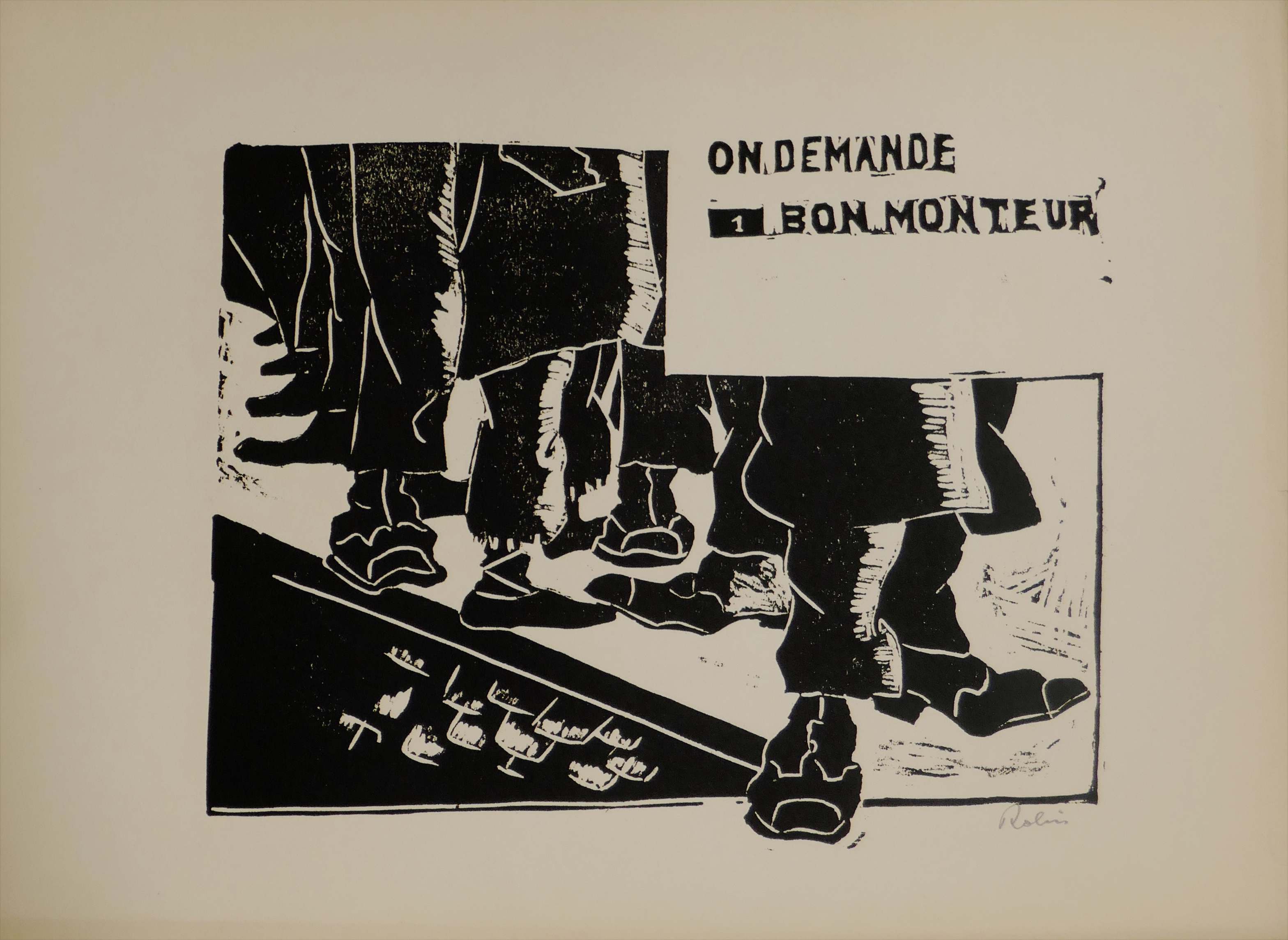
1932 - Chômage
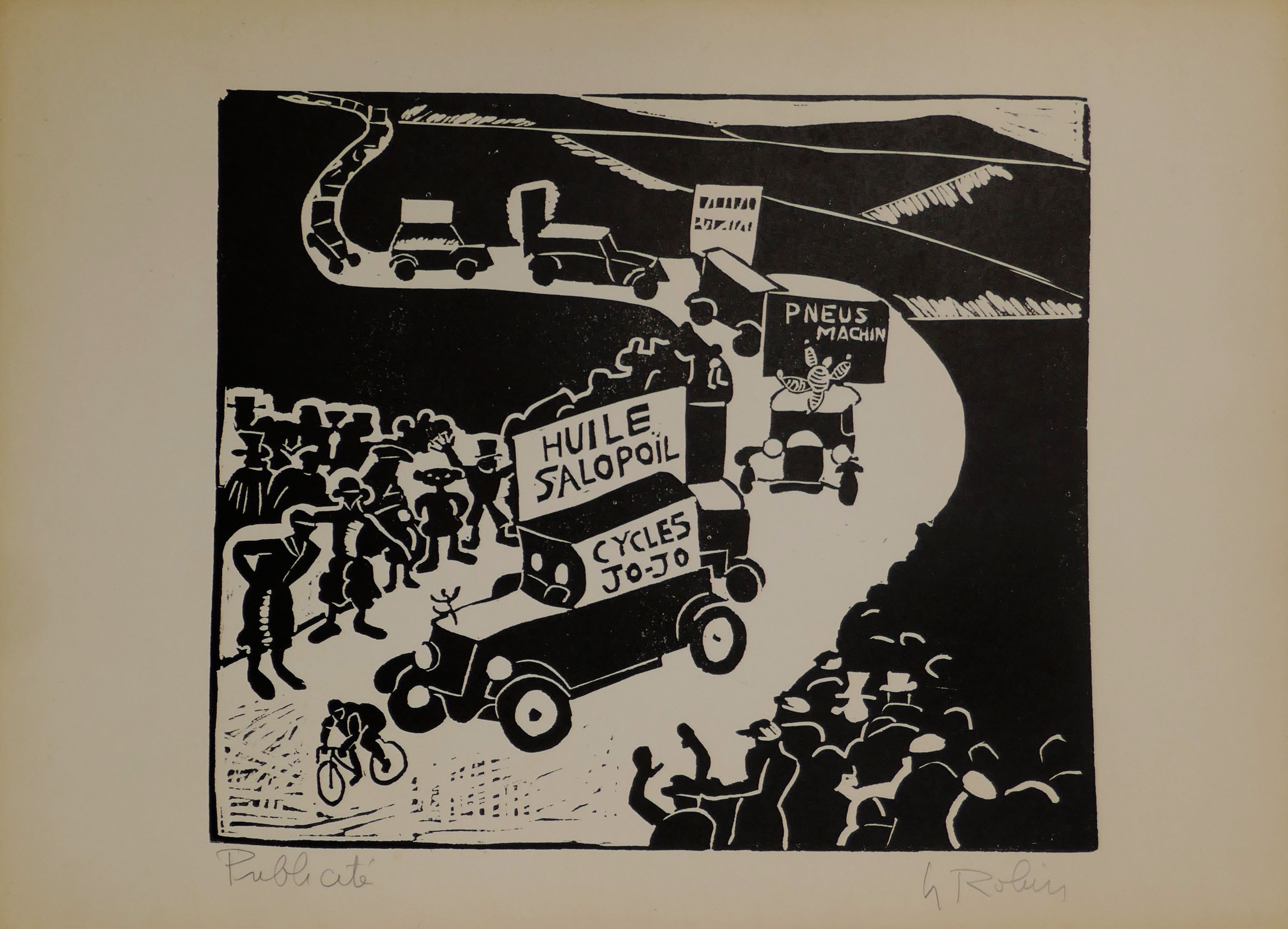
1934 - Sportifs

Paul Rosenberg est le premier marchand d’art qui s’intéresse à Robin. Il vient le voir en 1938 à Aulnay-sous-Bois et lui achète immédiatement les deux grandes toiles qu’il vient de terminer. Rosenberg montre ces toiles à Braque et Picasso et c’est Braque qui conseille à Rosenberg de s'intéresser à l’artiste. Il refait souvent le chemin jusqu’à Aulnay et lui achète une douzaine de toiles. La déclaration de guerre interrompt ces négociations : Paul Rosenberg part aux États-Unis en 1940 pour échapper au nazisme et y ouvre une galerie à New-York.
En février 1943, il participe à l’exposition des Douze peintres d’aujourd’hui organisée par le critique d’art Gaston Diehl (fondateur du Salon de Mai) à la Galerie de France qui rassemble : Bazaine, Borès, Estève, Fougeron, Gischia, Lapicque, Le Moal, Manessier, Pignon, Robin, Singier et Jacques Villon. Durant sa trop courte carrière d’artiste reconnu et célébré par la critique et le marché de l’art, Robin expose de nombreuses fois avec ses amis Estève, Fougeron et Pignon.
C’est grâce à André Lhote et Jacques Villon, avec lesquels il est lié d’amitié depuis longtemps, que Robin connaît de beaux succès. André Lhote et sa femme, Simone Camin, vivement intéressés par les recherches colorées et construites de Robin sur Georges de La Tour, organisent sa première exposition personnelle à la galerie Pittoresque en 1943.
En 1945, René Drouin qui a fondé sa galerie Place Vendôme en 1939 lui offre un contrat ainsi qu’à Fougeron, Gischia, Singier, Manessier et Le Moal. Robin, deux ans après, signe à la galerie Billiet - Caputo qui organise deux expositions personnelles de son travail.
Jusqu’en 1950, Robin exposera à de nombreuses reprises à Paris, à la Galerie de France, au Salon de Mai, au Salon d’automne, au Musée du Luxembourg lors d’une exposition sur L’art français contemporain (en 1946), à Lyon (Galerie Folklore de Marcel Michaud en 1945), à Saint-Étienne (Musée de Saint-Étienne, exposition consacrée aux Jeunes maîtres de l’École de Paris en 1946), à Nantes (Galerie Michel Columb en 1946 et 1948 et à la Galerie Mignon – Massart en 1950) et enfin à Lille (Galerie Evrard en 1950). 
Il exposera également en 1945 au Palais des Beaux-Arts de Bruxelles (Jeune peinture française) ainsi qu'à Rio de Janeiro et São Paulo (Les peintres français d'aujourd'hui) et en 1962 à Tokyo et Osaka dans le cadre de l'Exposition Internationale de Peinture Française.
Au début des années cinquante, Robin s'éloigne des éclairages rougeoyants à la Georges de la Tour et expérimente de nouvelles recherches plastiques et stylistiques qui s'apparentent à celles de l'abstraction lyrique. Le marché de l'art qui ne souhaite pas que Robin change de style artistique prend alors ses distances avec lui.
À la même époque, il participe alors activement à l’aventure de L’Orphéon, groupe d’amis aulnaysiens (composé de Jean Buclet, Guy Robin, Georges Sénéchal, Jacques Six, André Laude et Serge Wellens) qui partagent l’envie commune et joyeuse de faire vivre et aimer la poésie en banlieue. 
L’artiste rouvre sa cordonnerie rue Séverine à Aulnay-sous-Bois tout en continuant à peindre à l’écart du marché de l’art jusqu’à sa mort en 1970. 
Un an après sa mort, une rétrospective des œuvres de Robin est présentée à l’Hôtel de ville de Martel (Lot), lors du festival Roger Vitrac.
En novembre et décembre 2008, sa ville d'adoption, Aulnay-sous-bois, lui rend hommage en lui consacrant une rétrospective à l’espace Gainville et en présentant une sélection de ses œuvres au sein de l’exposition Lumières, Couleurs, Formes : la création en France dans les années 1940 – 1950 à l'Hôtel de Ville d'Aulnay-sous-Bois.

## L'œuvre
Dans ses premières années, Gabriel Robin est influencé par l’Impressionnisme de
Sisley, le Fauvisme de Vlaminck et Derain, le Cubisme de Gris, Lhote et La Fresnaye. 

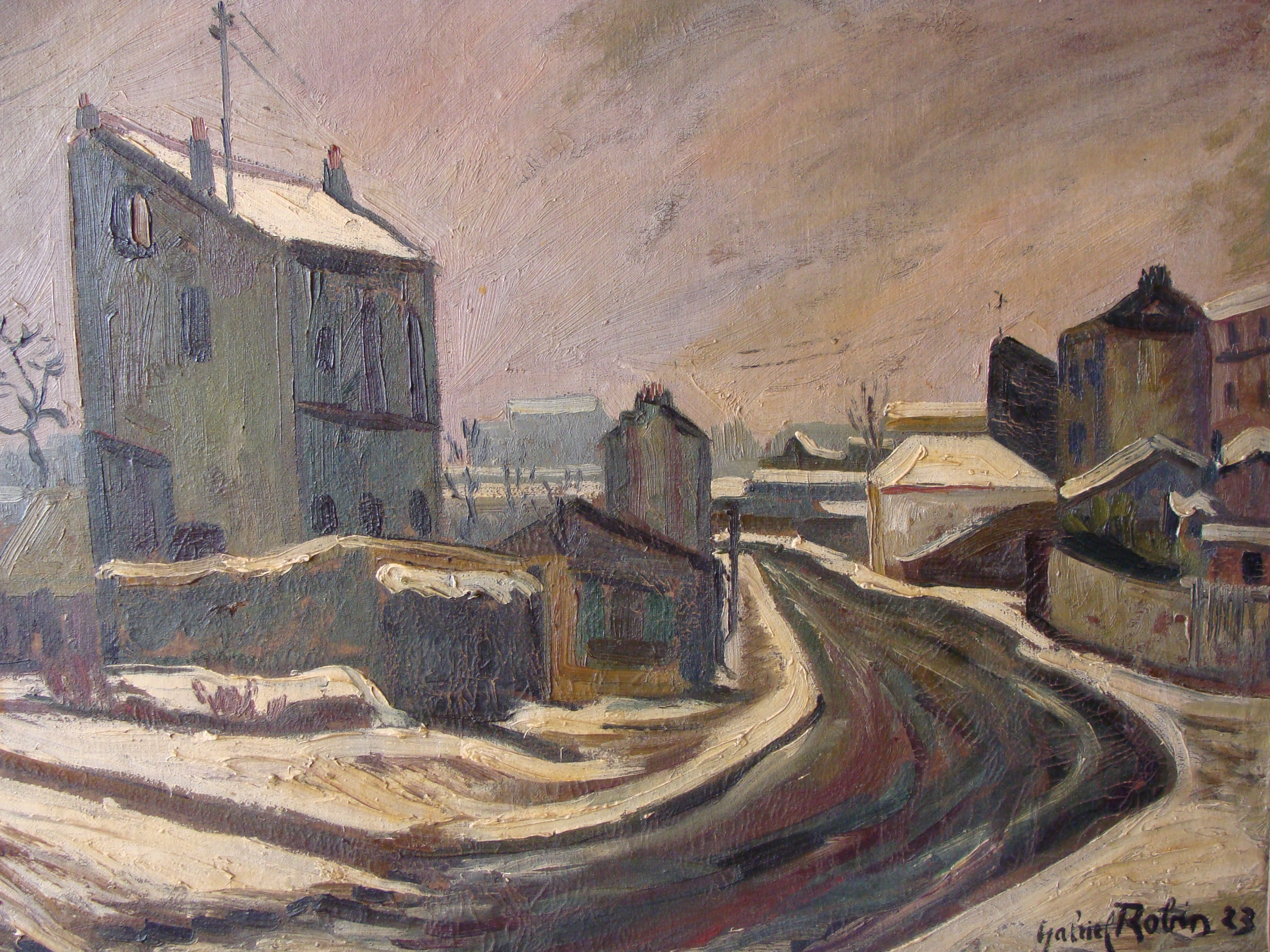
1923 - Paysage de neige à Gentilly
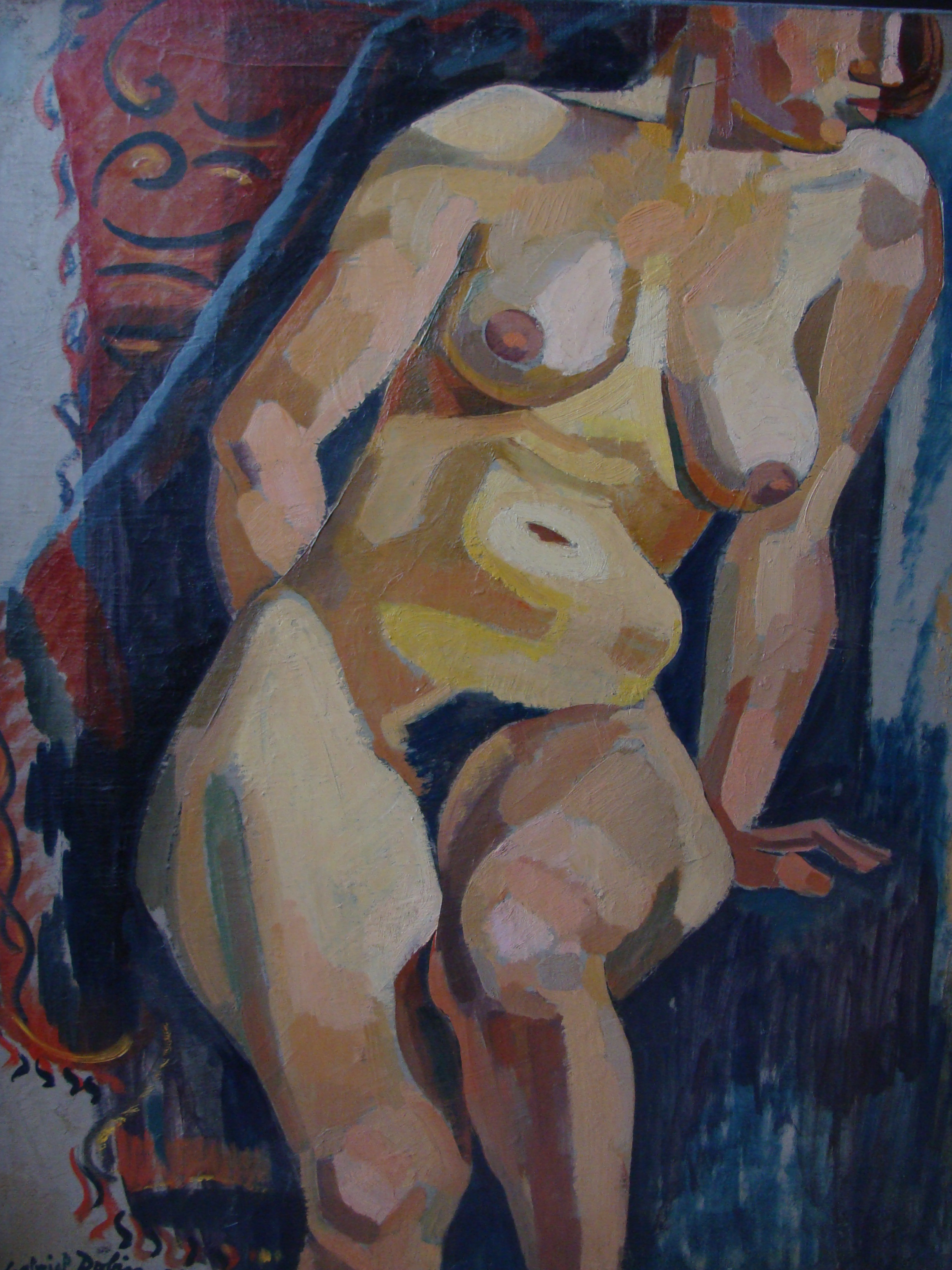
1924 - La Flamande
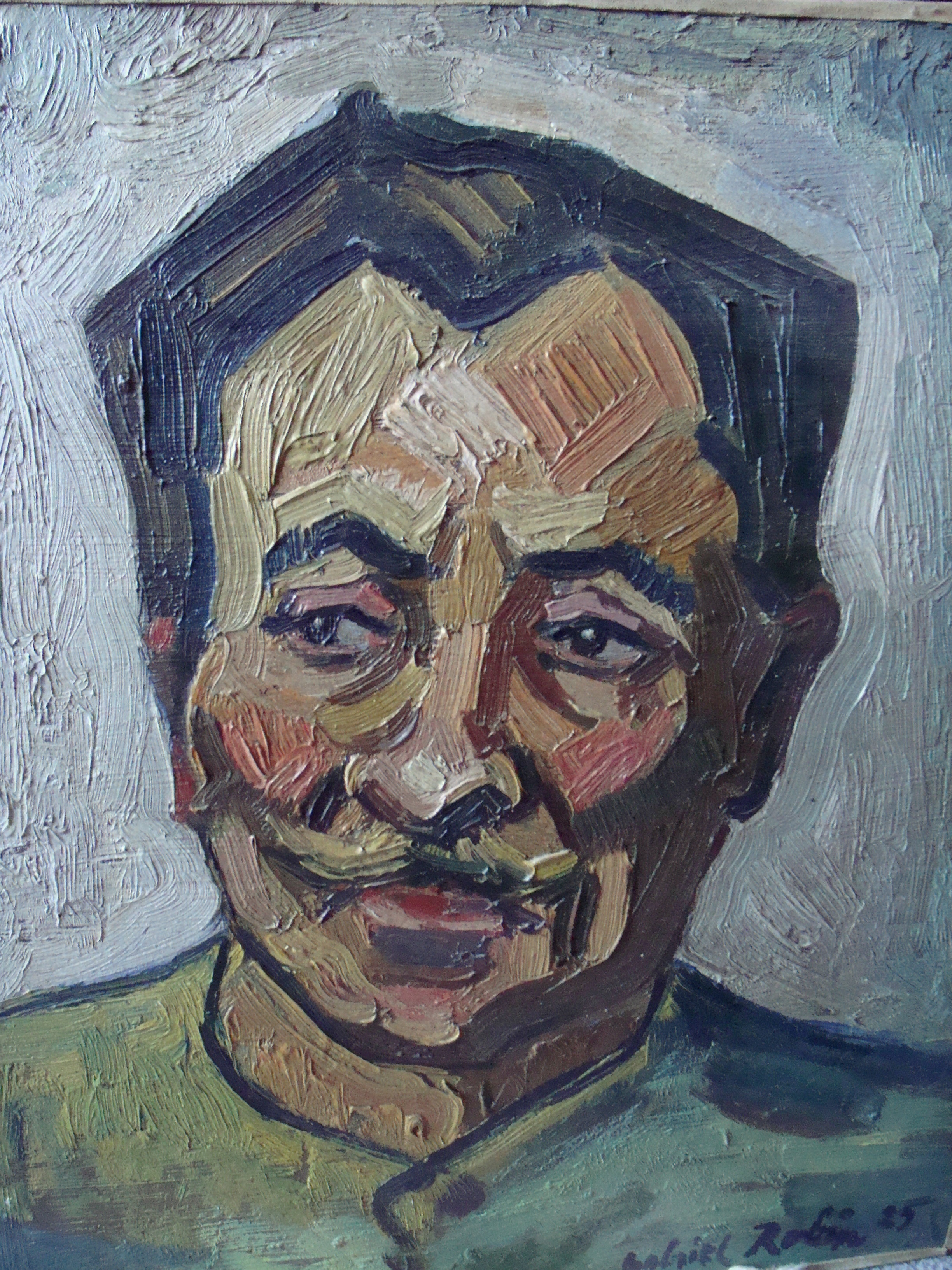
1925 - Autoportrait
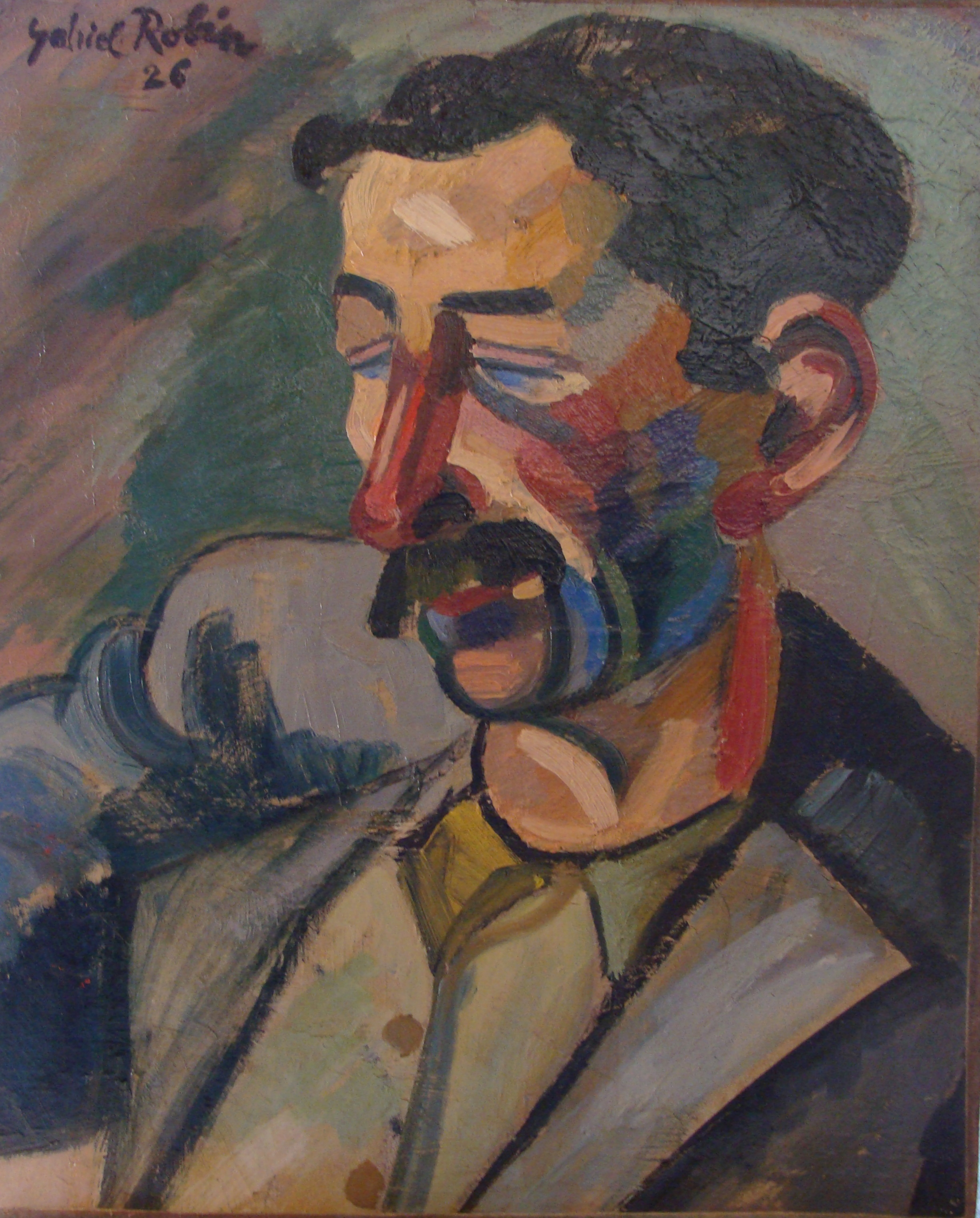
1926 - Portrait d'un ivrogne
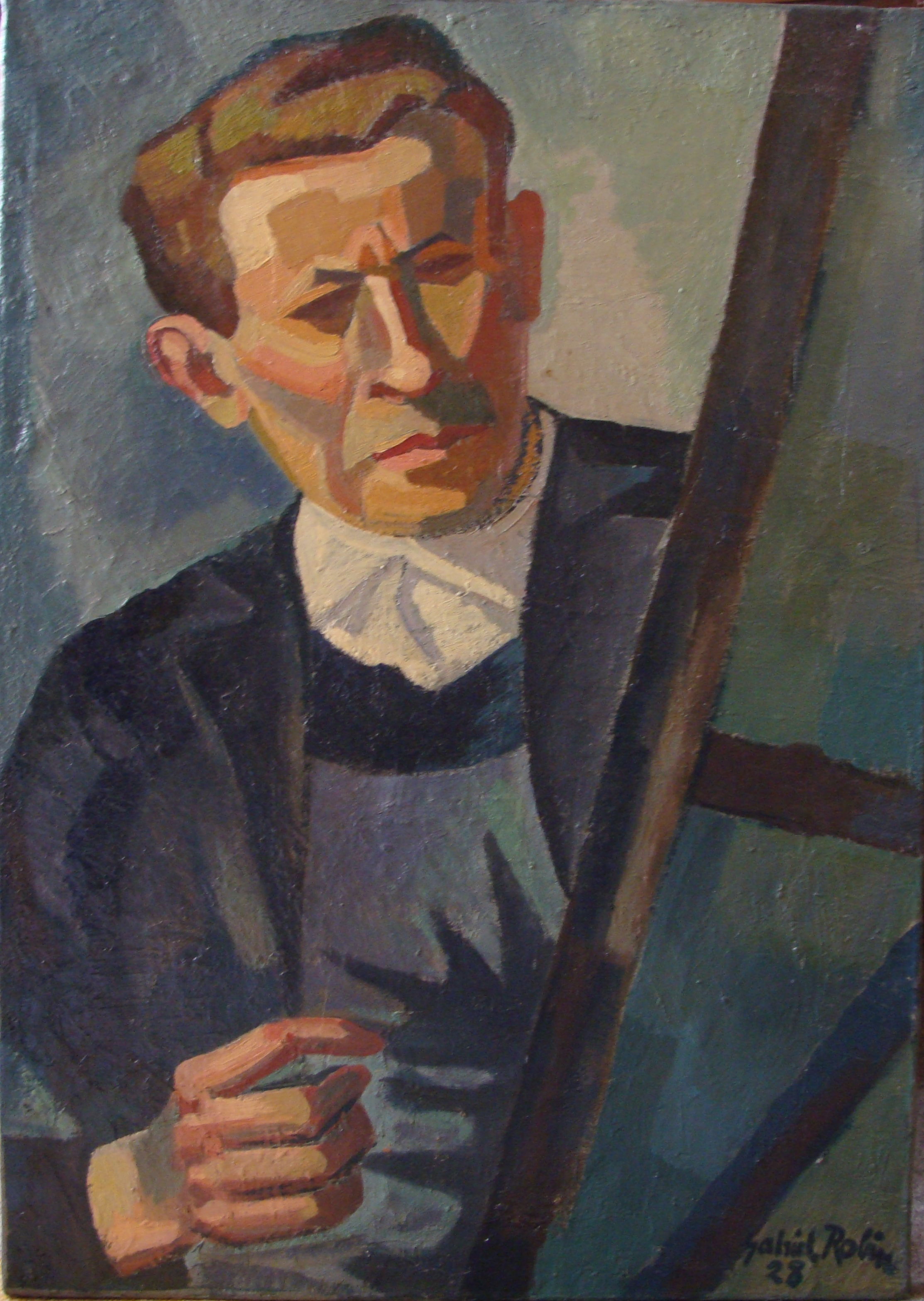
1928- Autoportrait
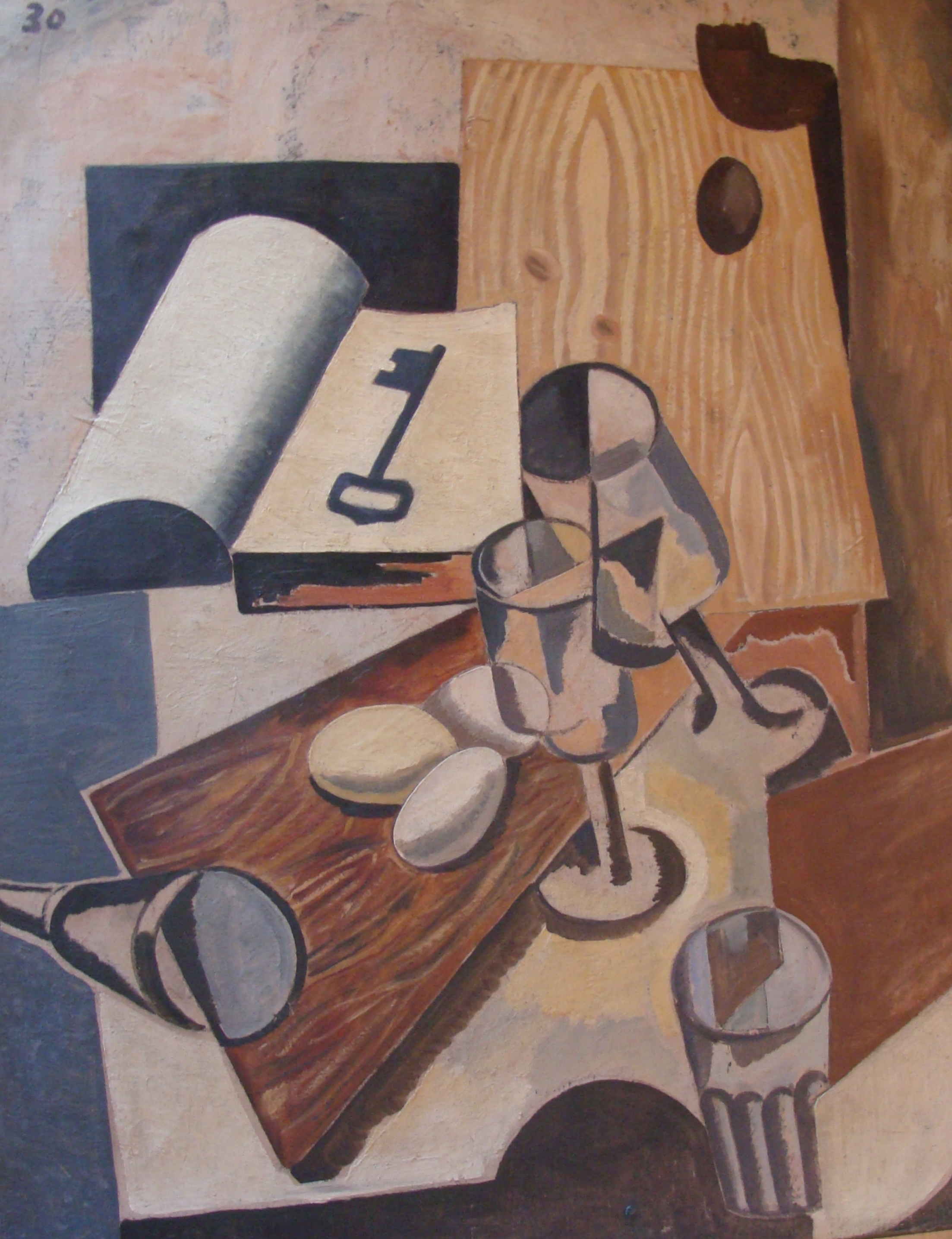
1930 - La palette et la clef
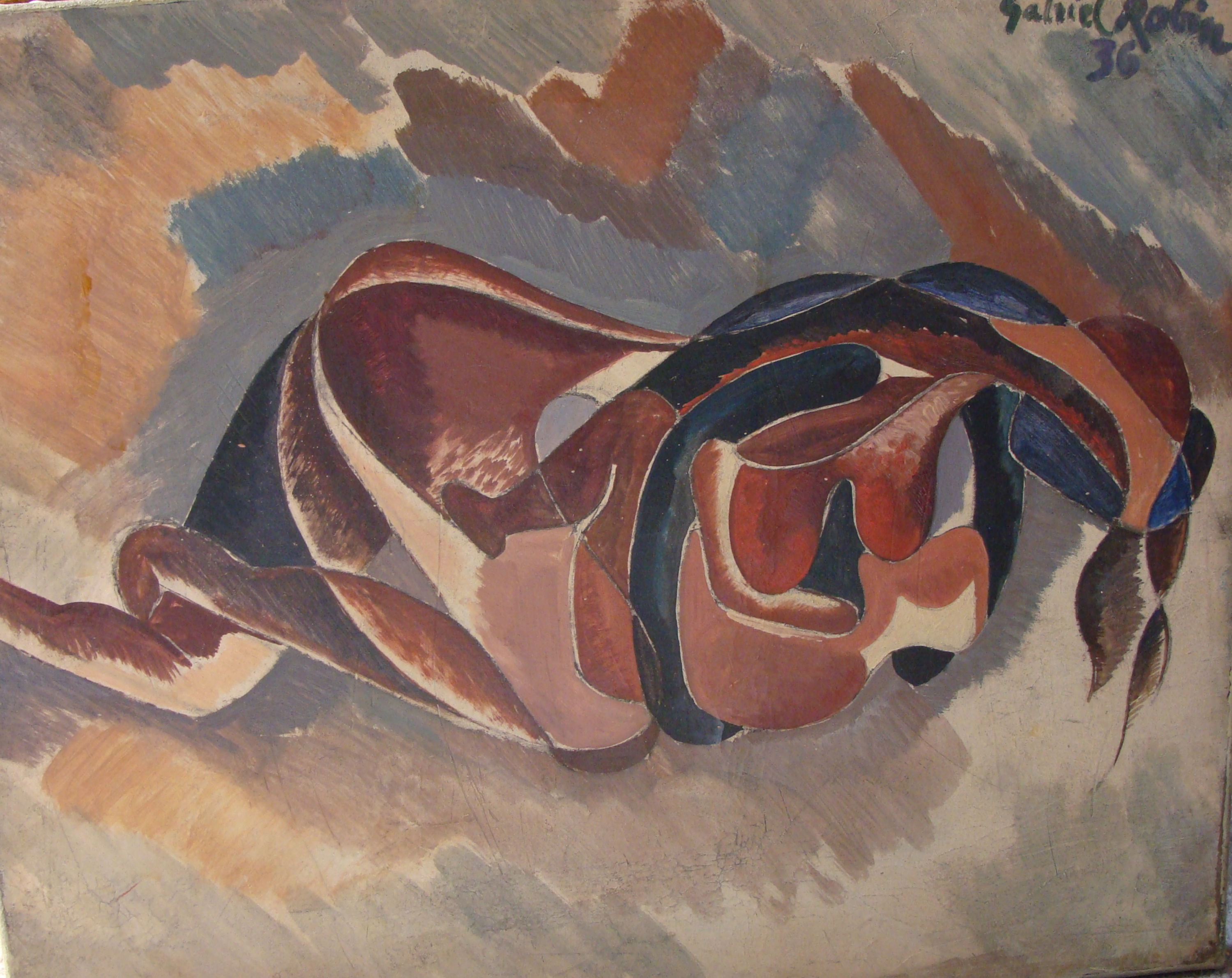
1936 - Maternité

C’est au début des années quarante que Robin déploie pleinement sa propre écriture : la figure humaine, le paysage ou les natures mortes sont recréés par grands plans colorés structurés où les jeux de lumières – de l’incandescence violente au subtil clair-obscur - donnent naissance à l’espace empreint de mystères. Ces éclairages particuliers inspirés par les œuvres de Georges de La Tour donnent aux toiles de Robin une puissance constructive tragique et trahissent l’inquiétude de l’artiste face à son époque et ses contemporains.

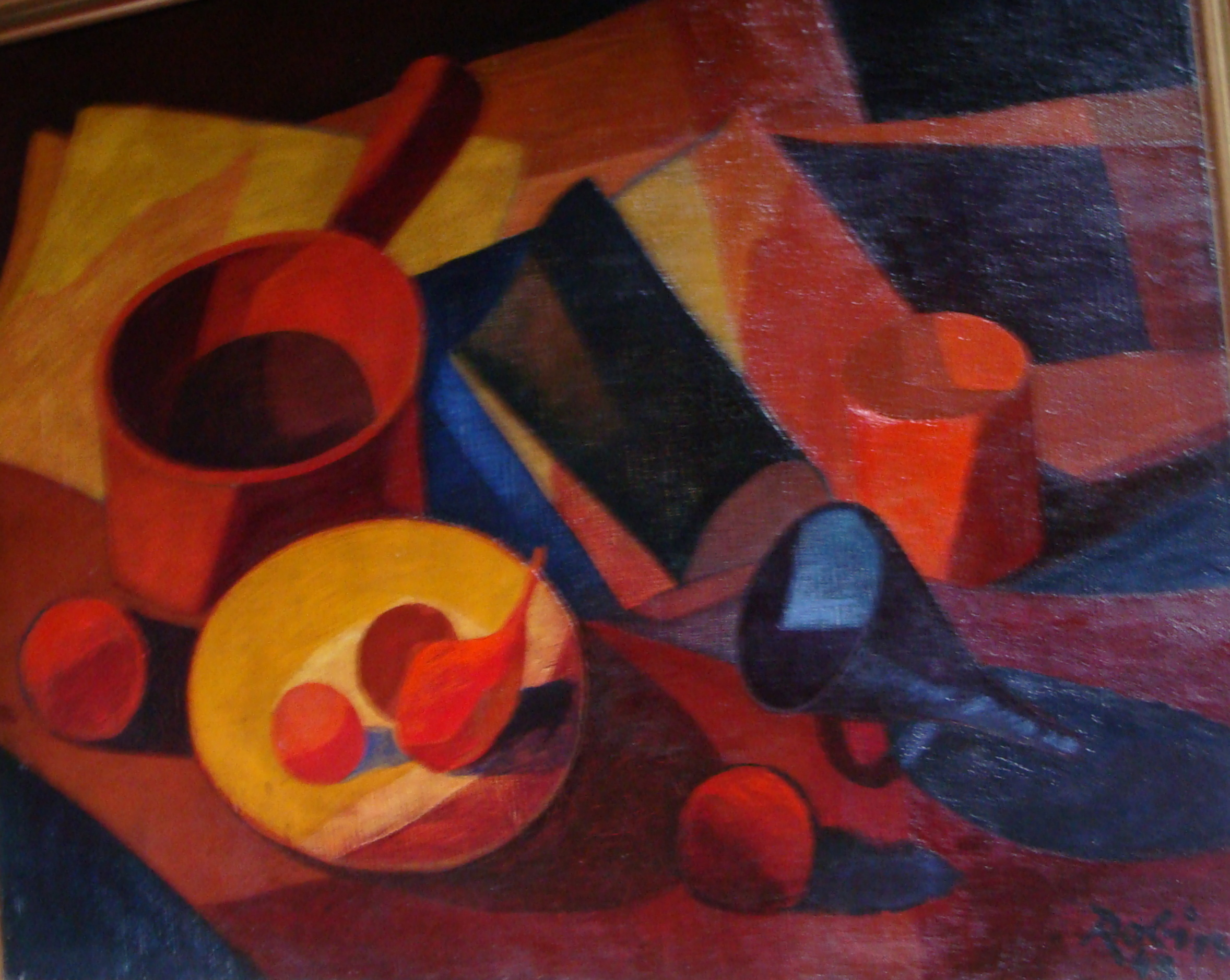
1943 - Le poêlon rouge
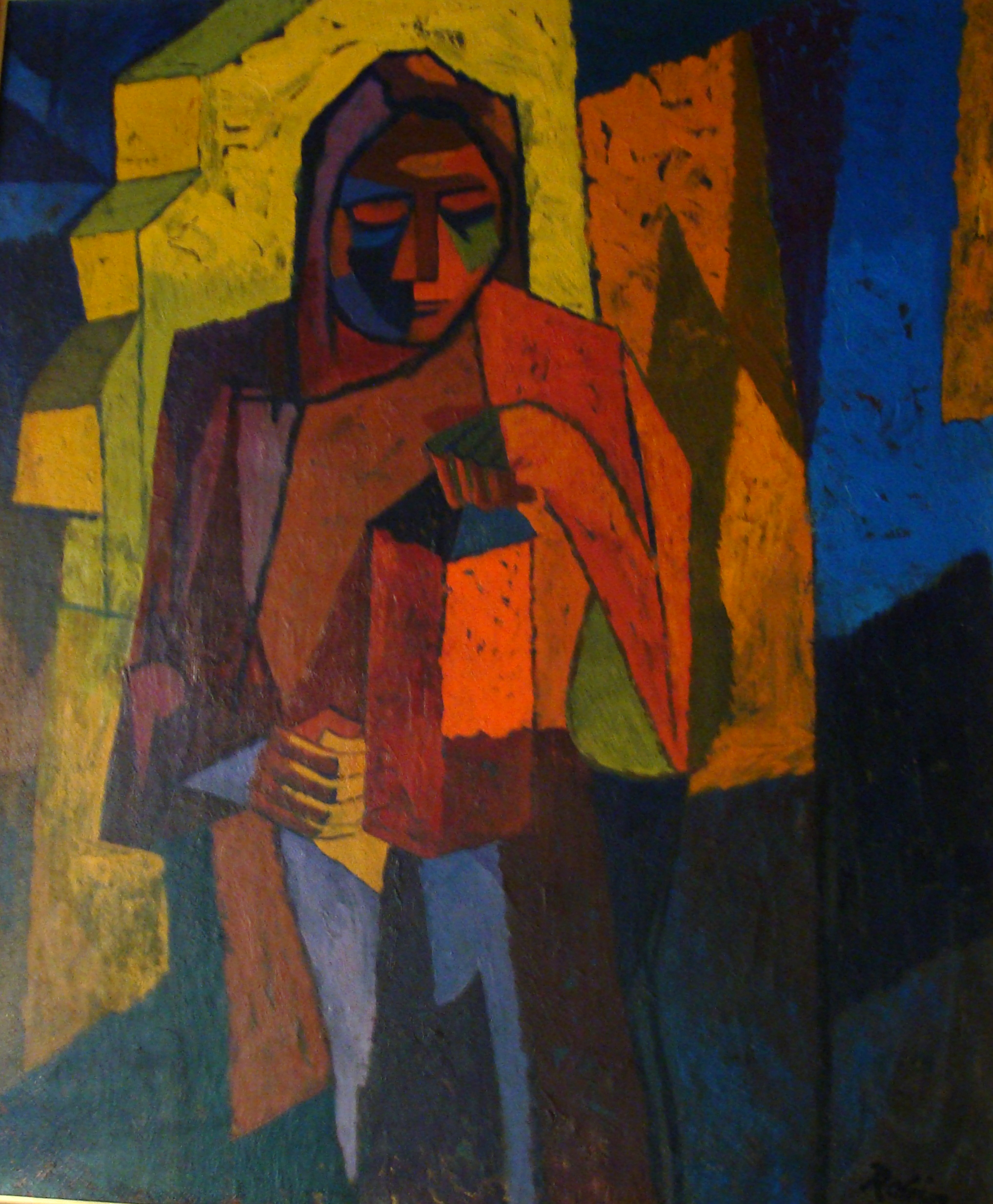
1944 - La femme à la lanterne
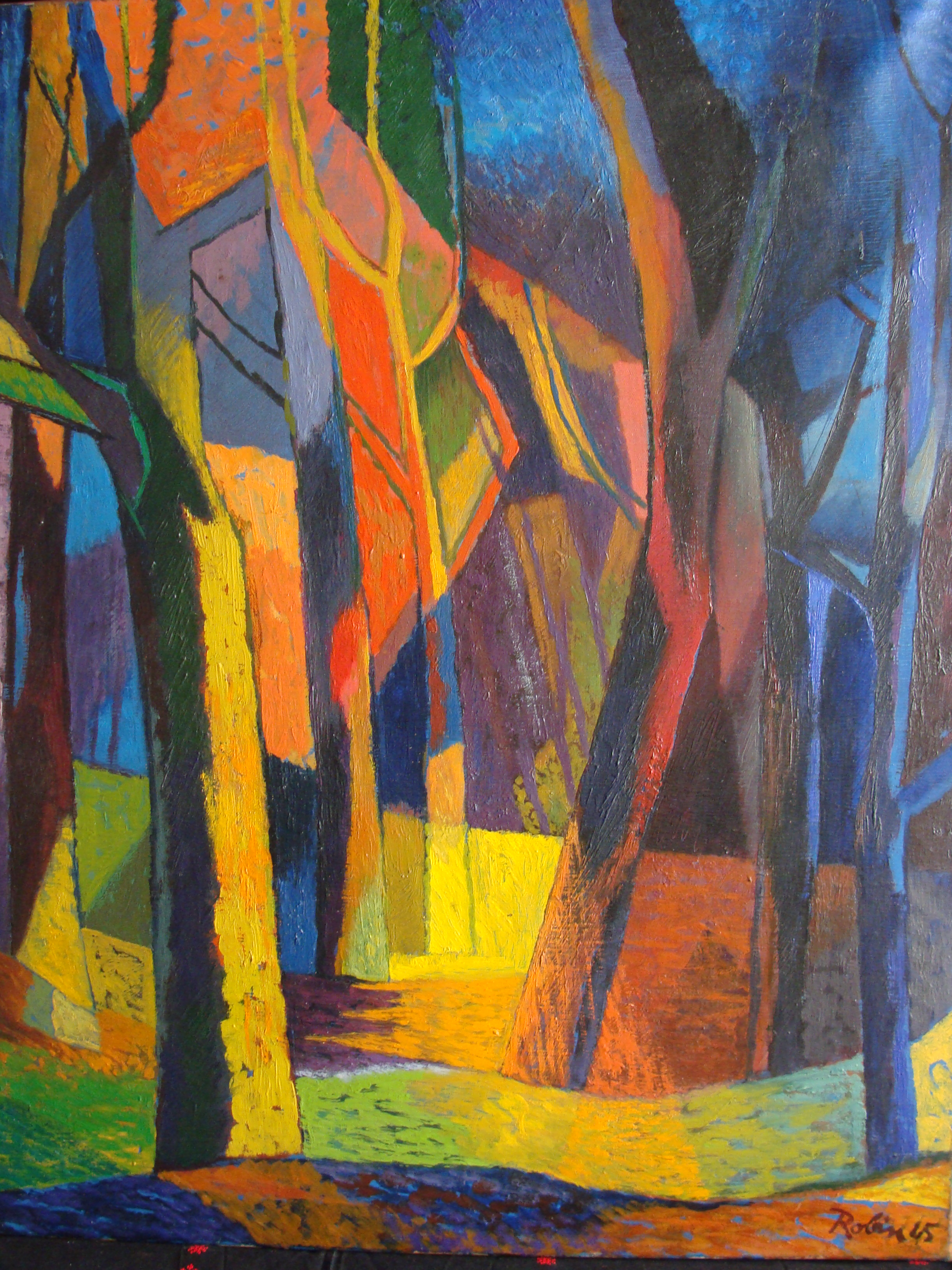
1945 - L'automne
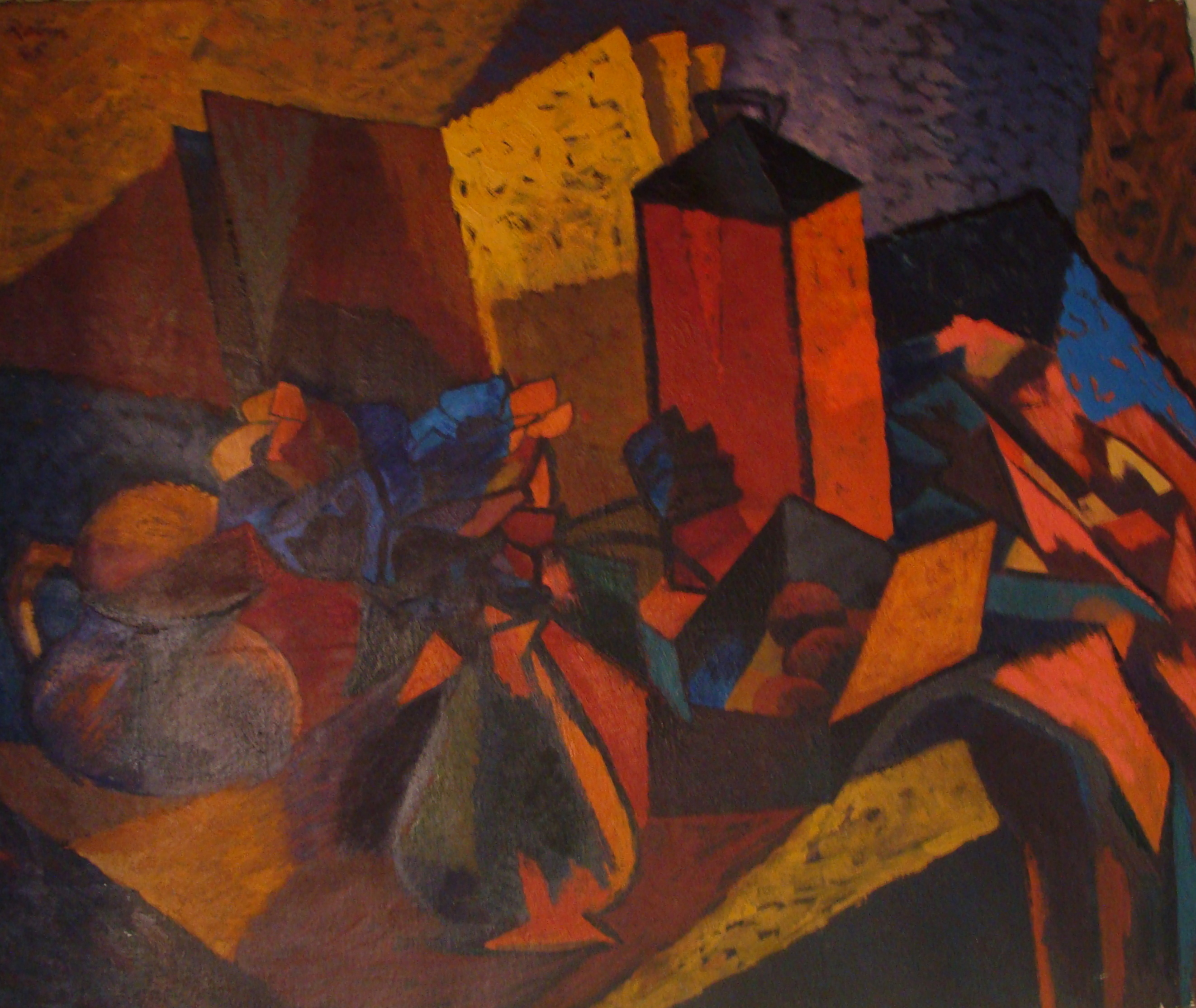
1945 - Les fleurs devant la lanterne
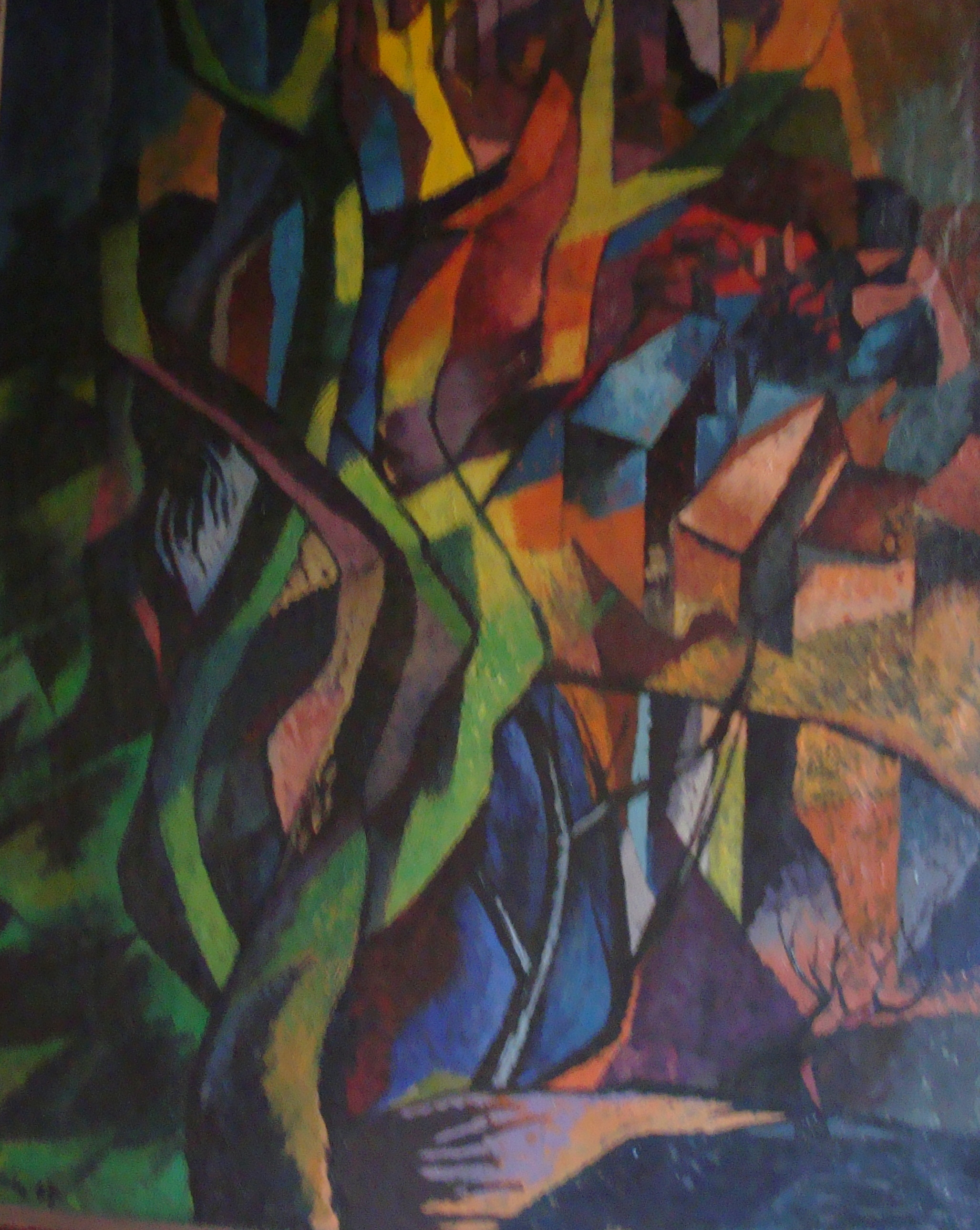
1947 - Le village derrière les arbres

À partir de 1948, Robin s’oriente vers de nouvelles recherches stylistiques. Sa peinture évolue vers le mouvement et la couleur. Dorénavant des tonalités violentes, en flammes dansantes et en courants superposés, habitent son œuvre qui s’oriente vers une abstraction au lyrisme puissant.
Ses Terres chaudes ou ses Terres froides (1949 – 1961) sont des paysages abstraits qui évoquent de terribles incendies dans la forêt, des orages ou des naufrages dans des océans désenchantés. Les couleurs vibrent, circulent, la matière s’impose : Robin incorpore alors du sable dans ses compositions.

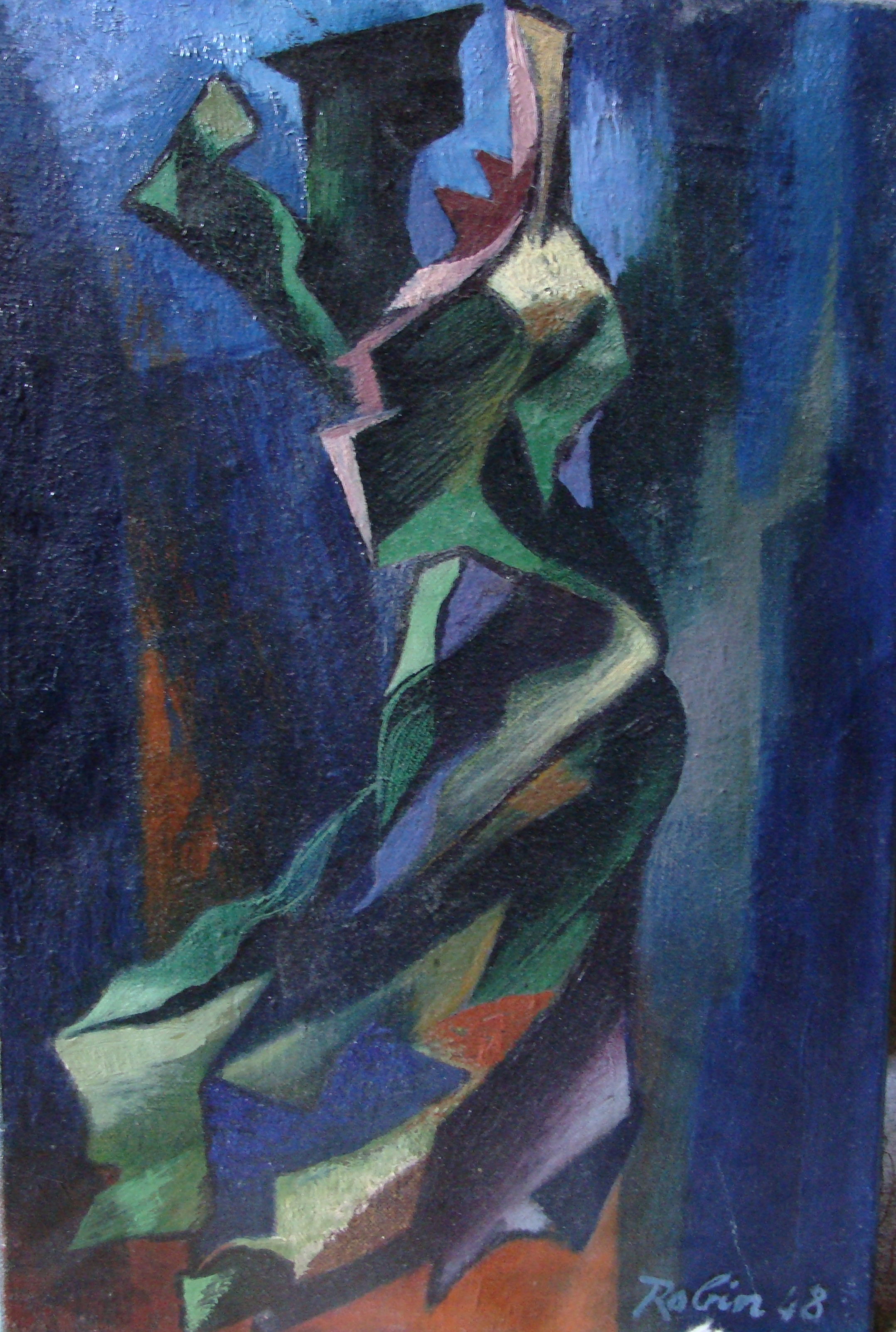
1948 - La robe au vent
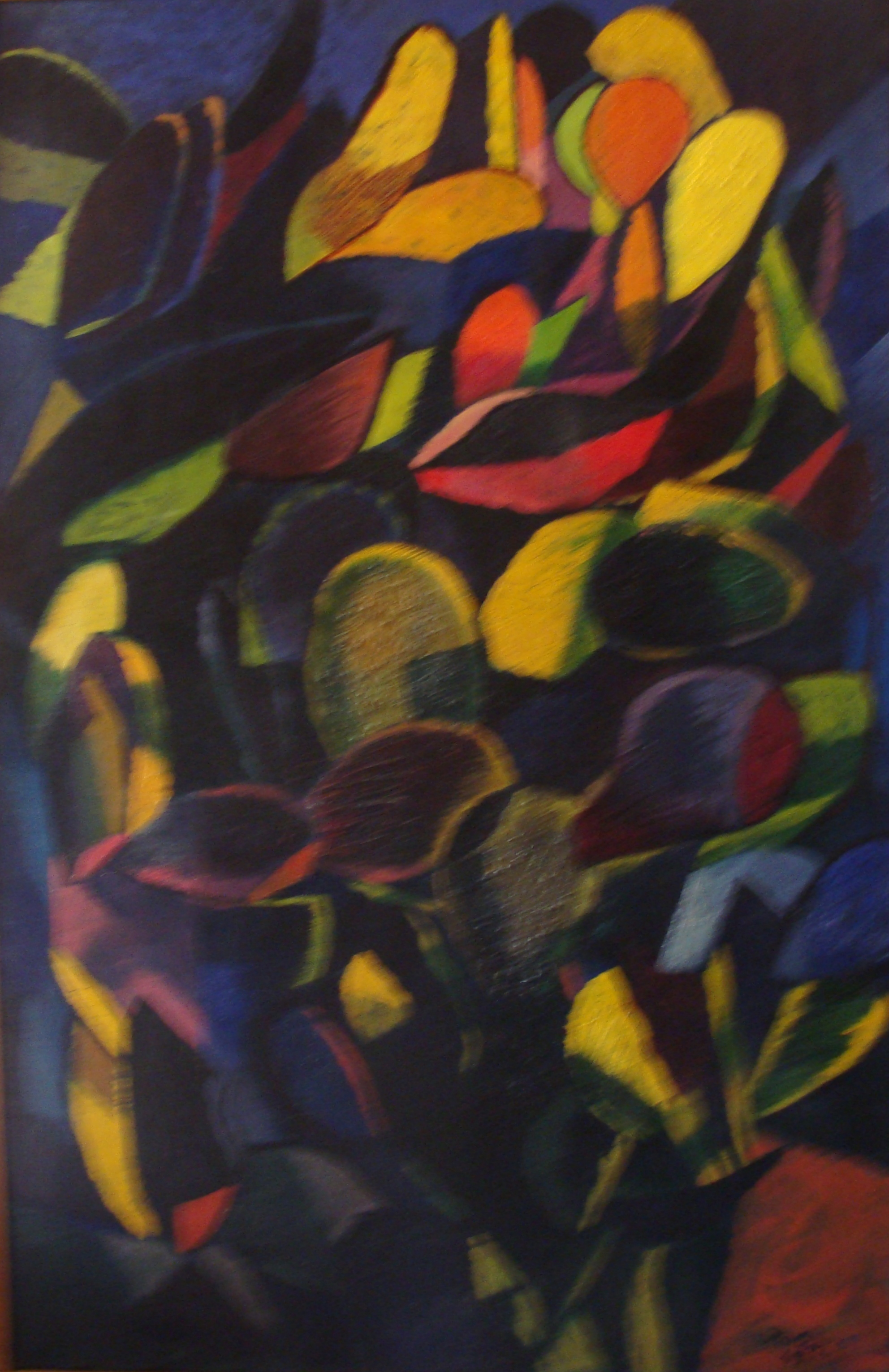
1949 - Terres chaudes : cactus
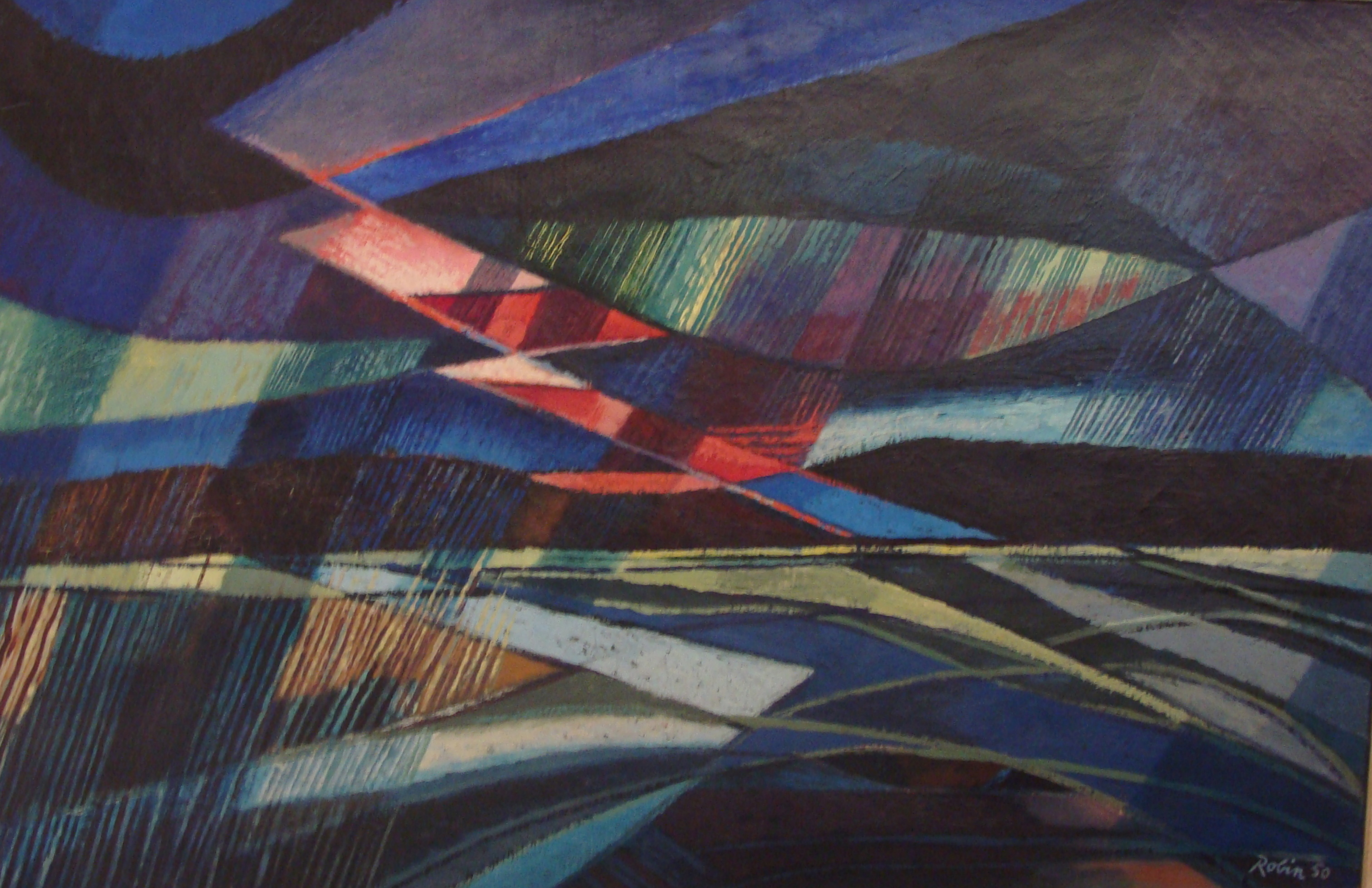
1950 - Terres froides, l'orage sur la plaine
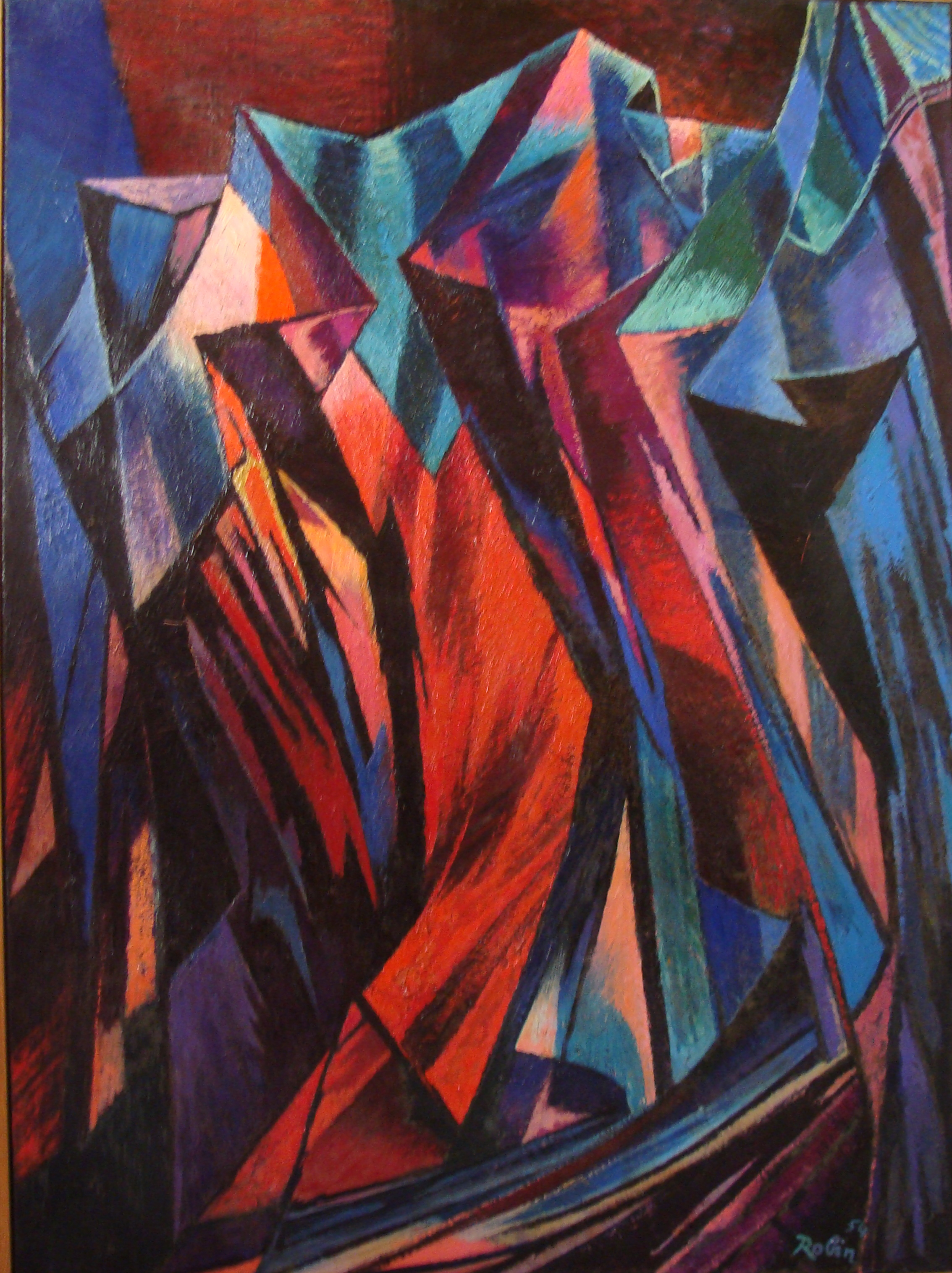
1954 - Terres froides : la grande paroi
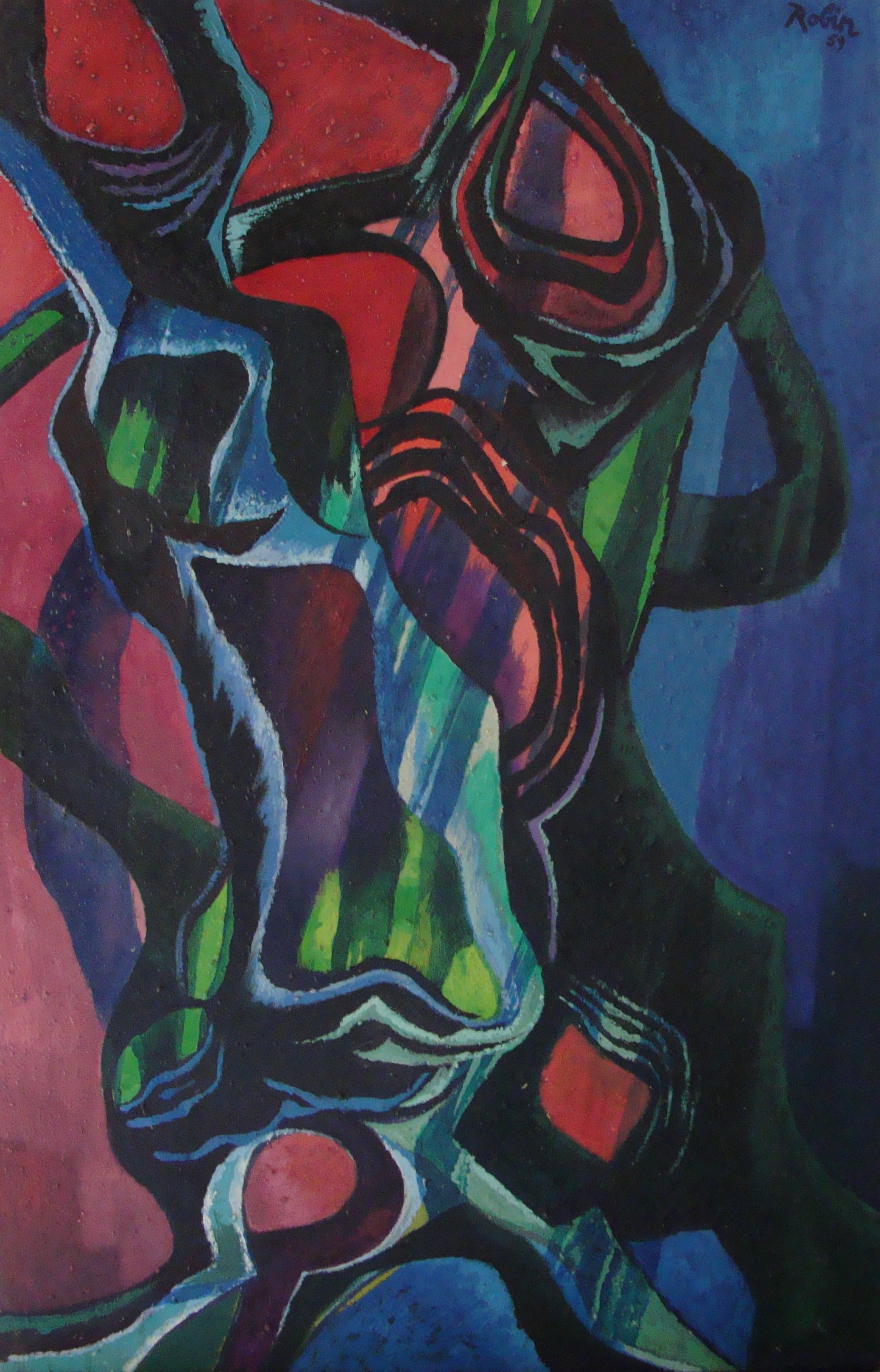
1959 - Les deux troncs d'arbre
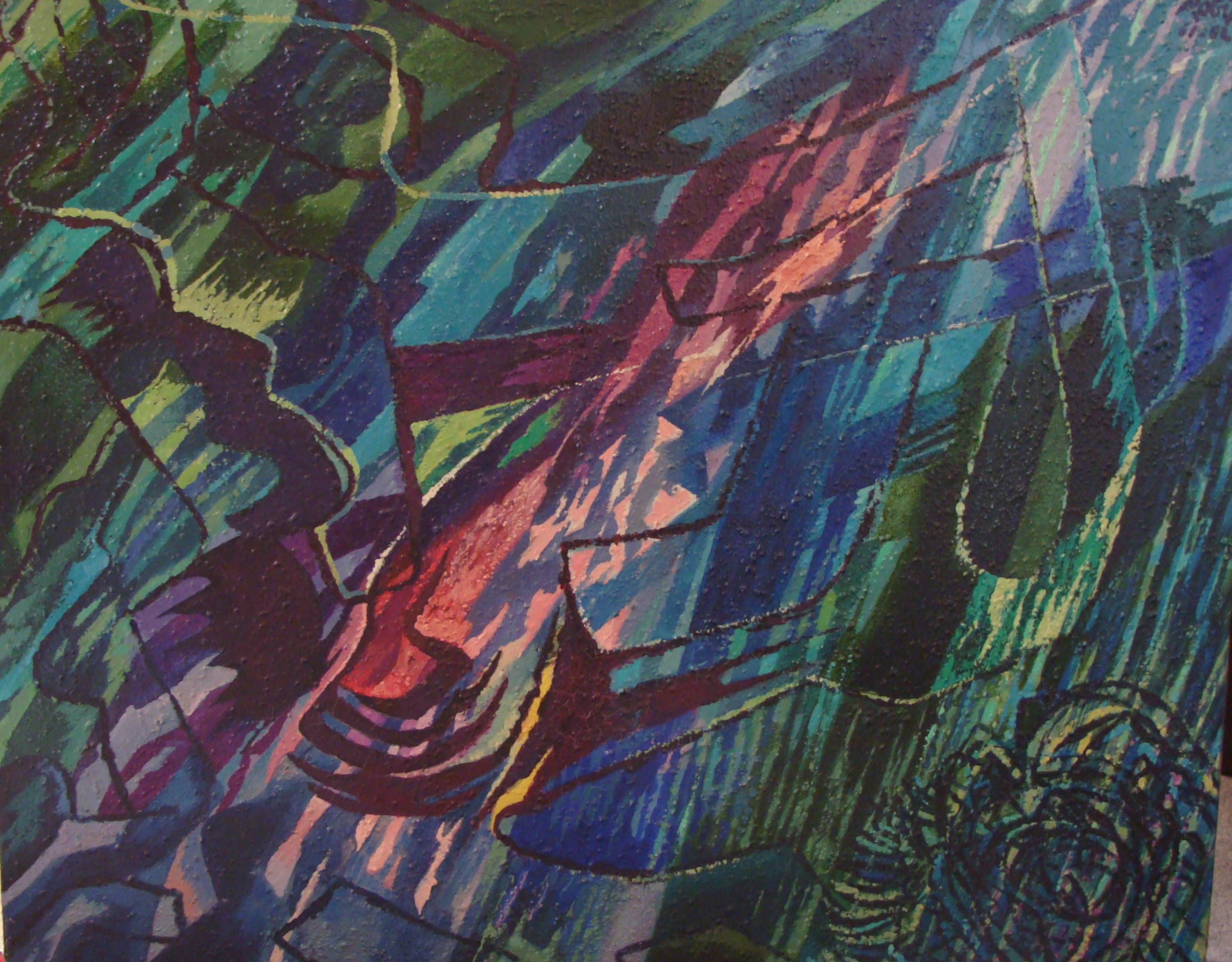
1961-1962 - L'orage dans la forêt
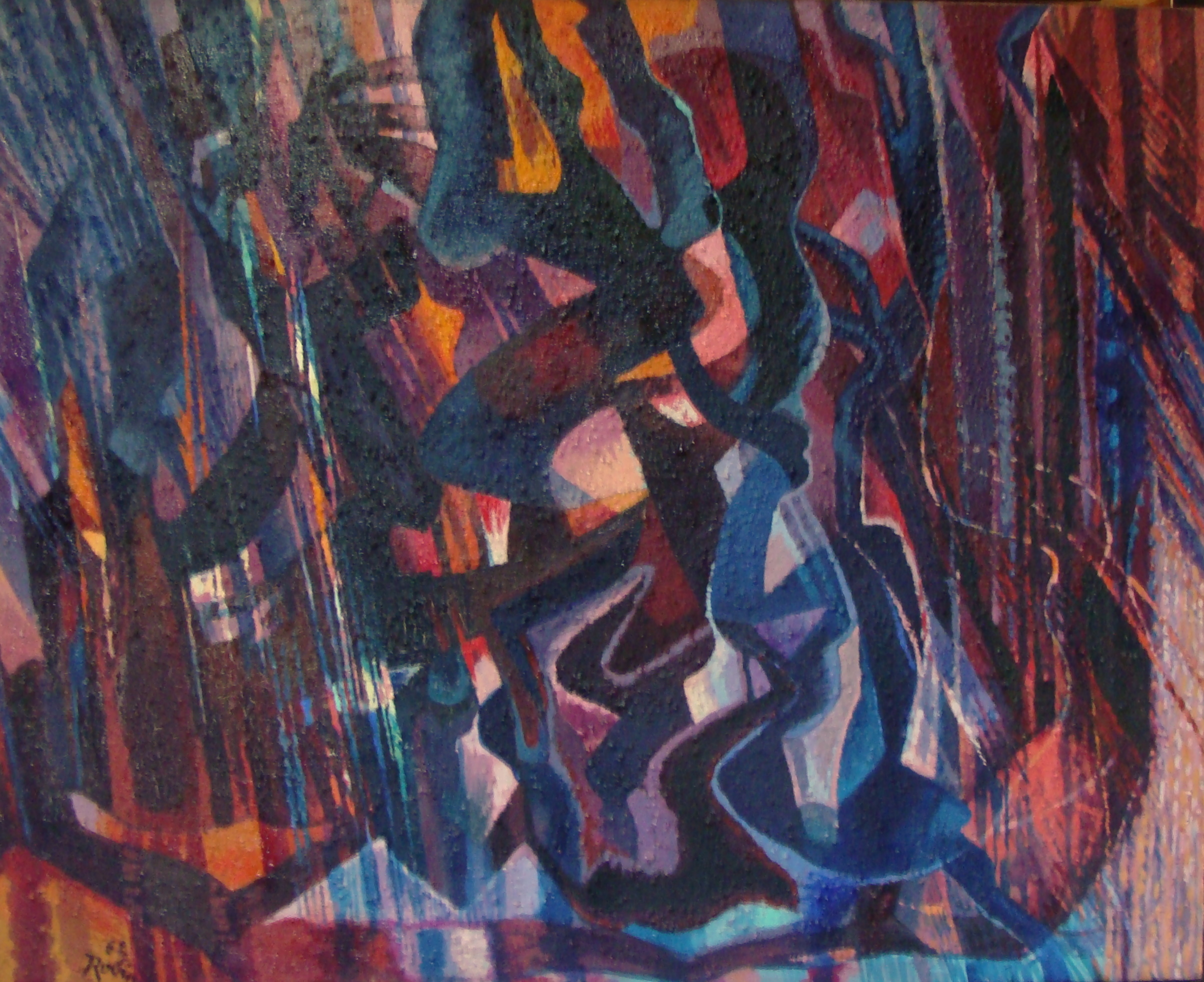
1962 - La forêt vierge 2
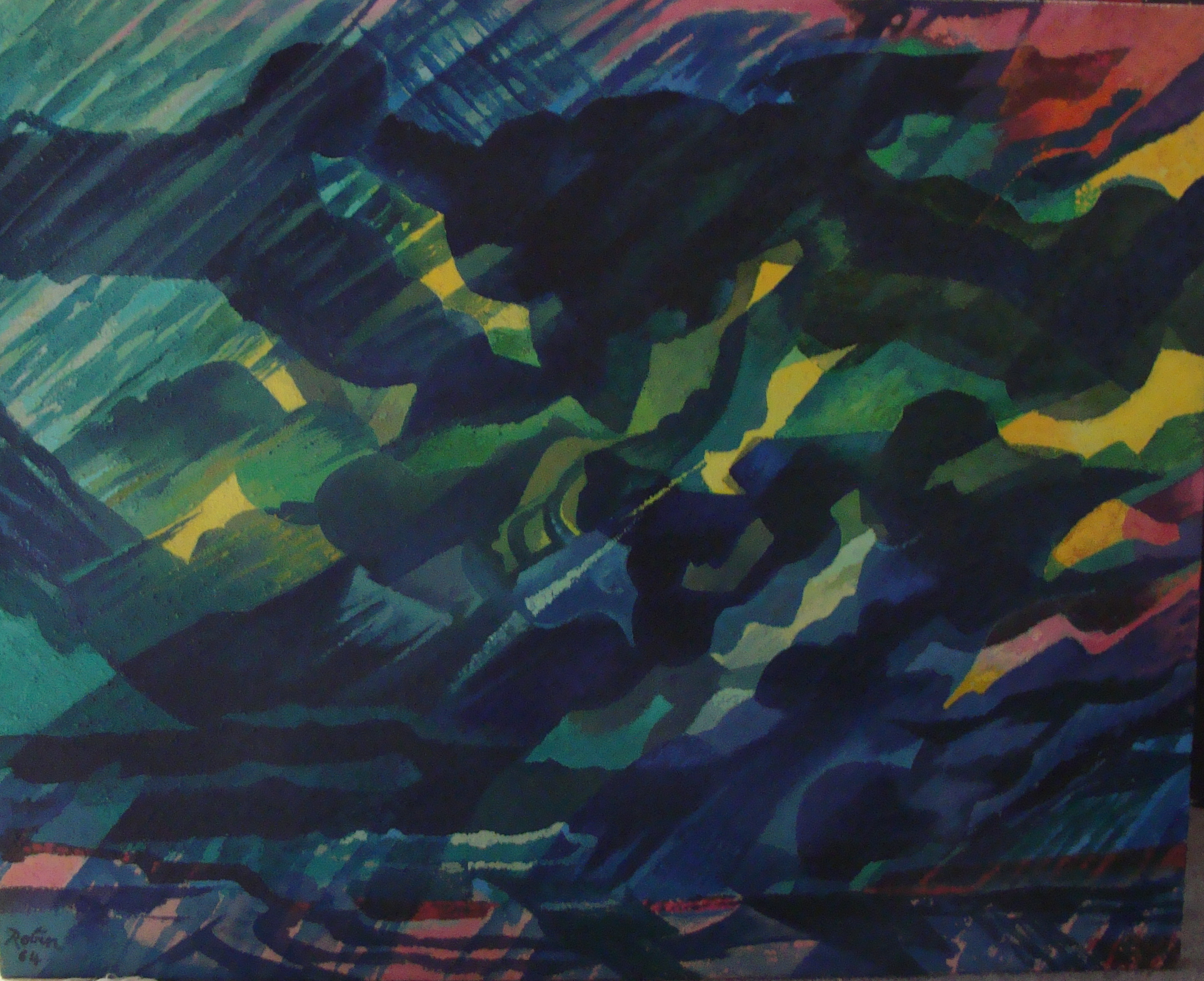
1964 - Un orage vert et jaune
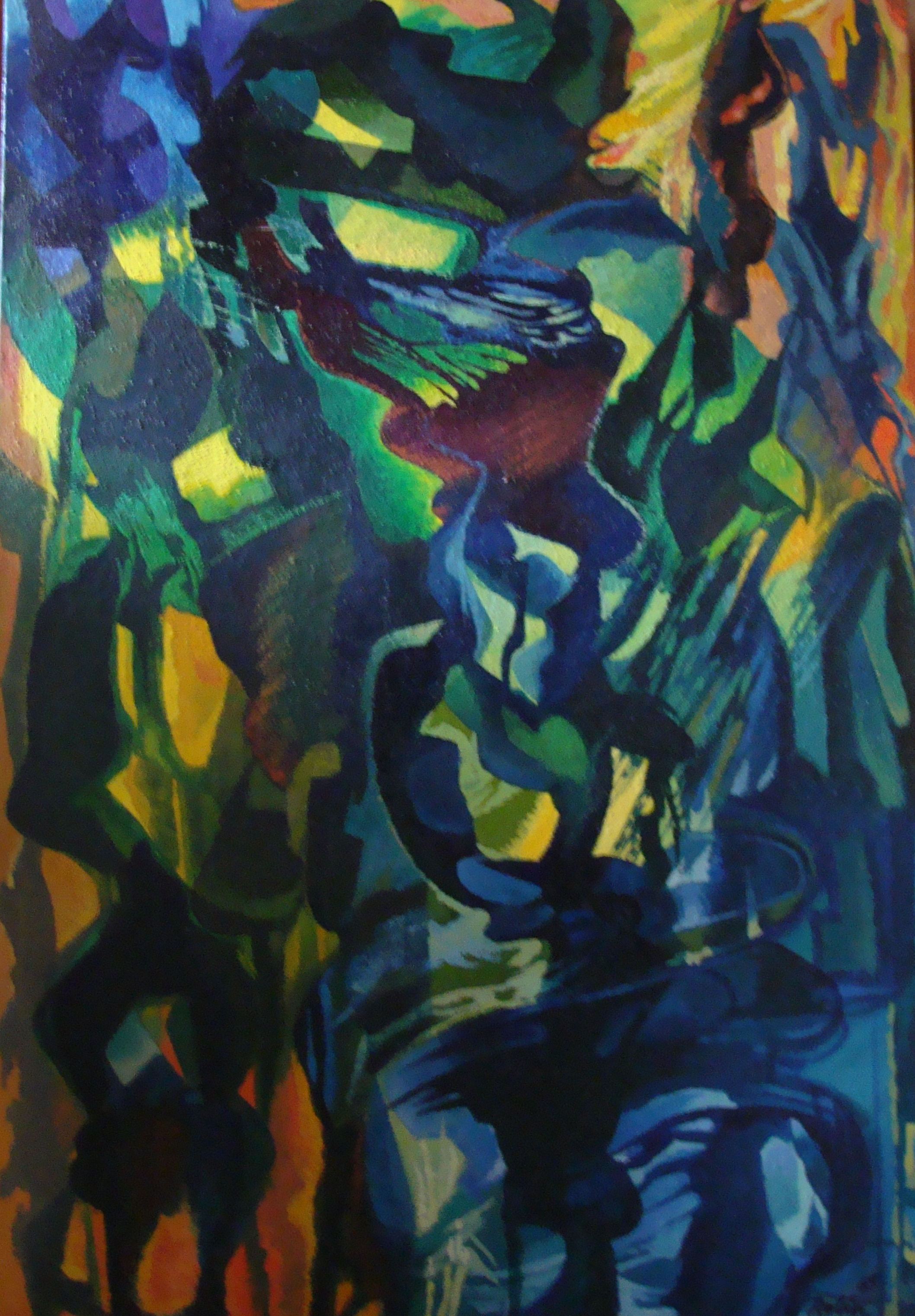
1965 - La forêt d'Amazonie (2)

De 1962 jusqu’en 1969, Robin laisse exploser la couleur, la lumière et la forme dans une vaste série dédiée aux volcans (Etna, Niragongo).

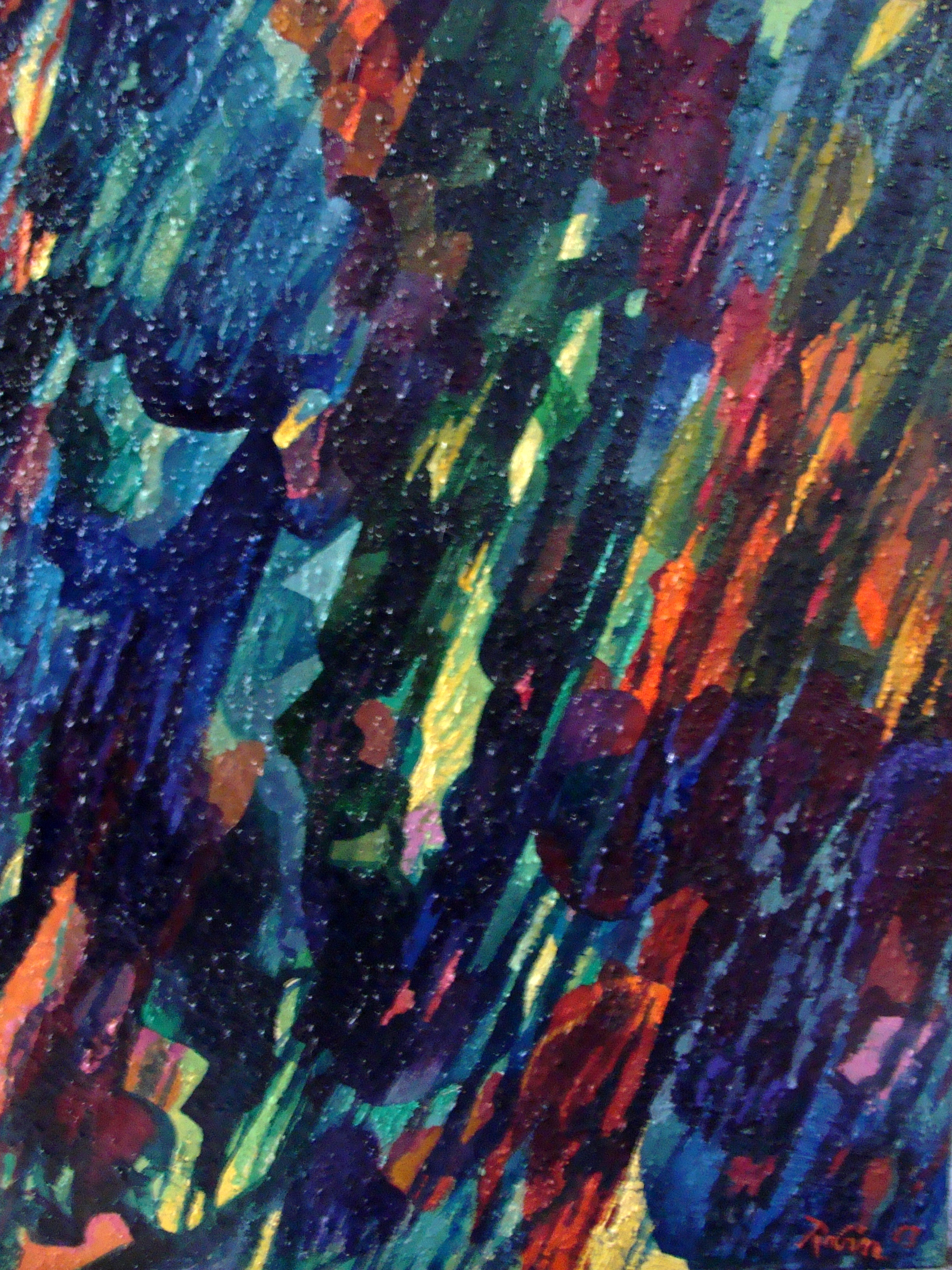
1963 Etna, no 13 Les fumerolles
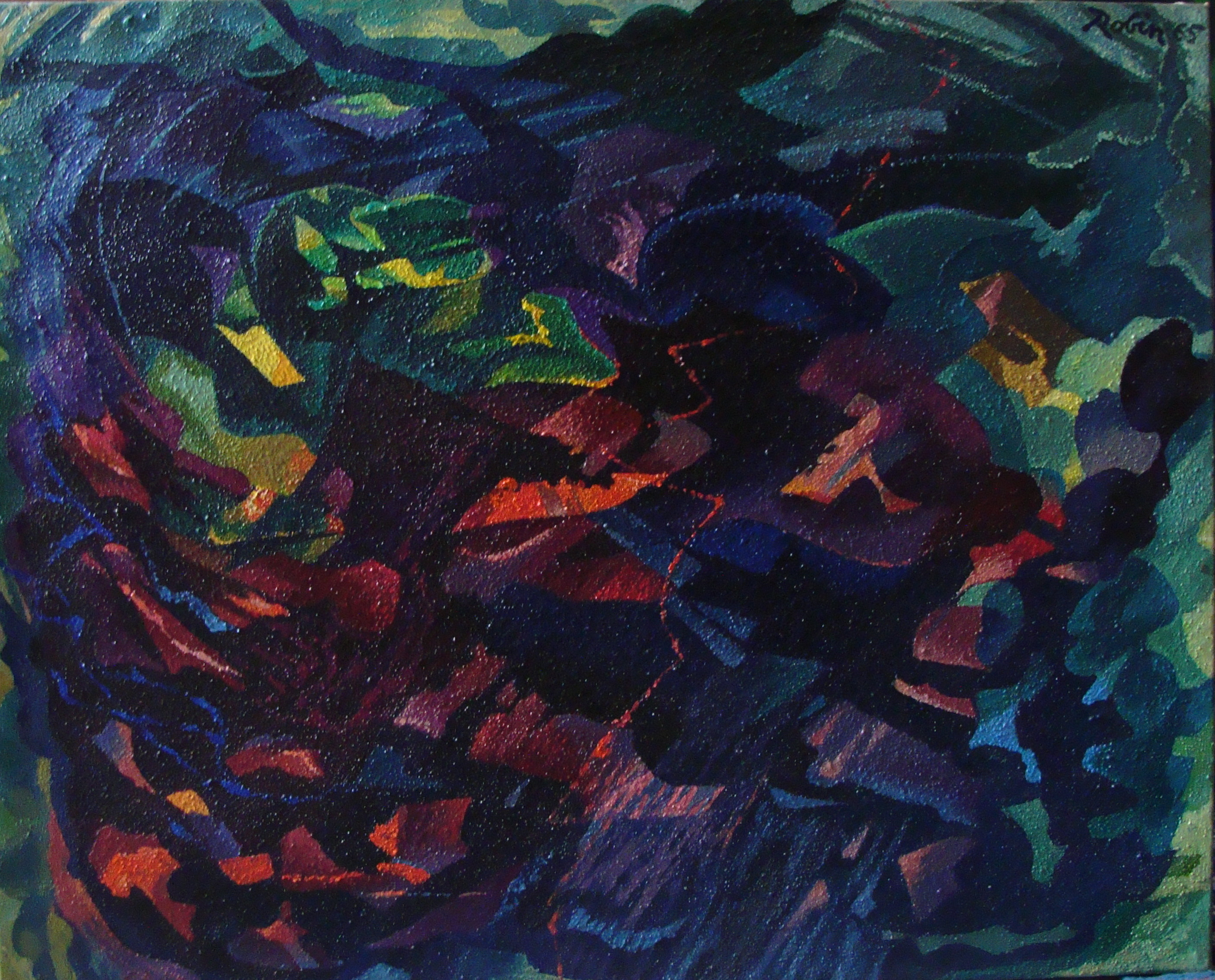
1965 Etna, no 20 La destruction de Catane (2)
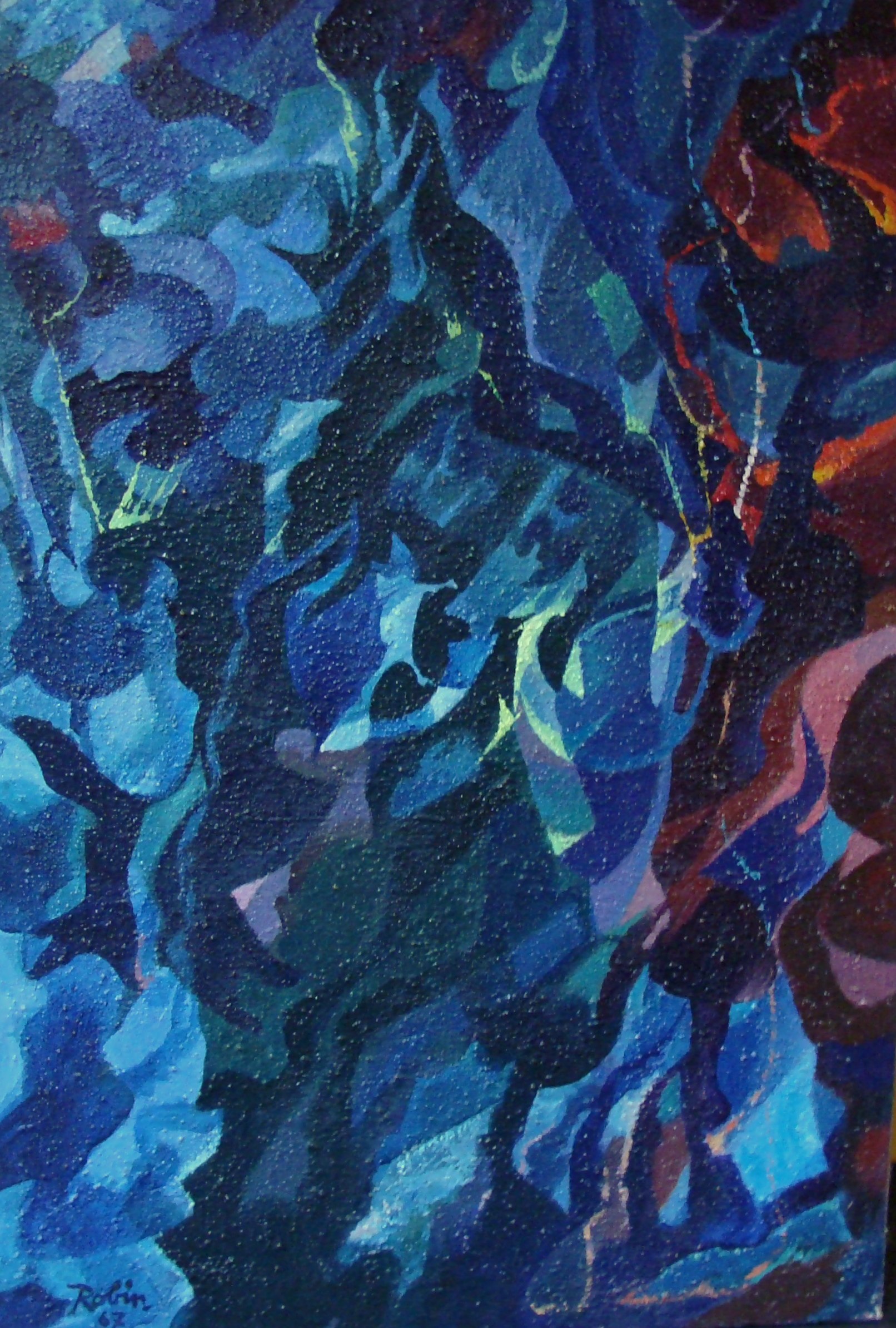
1967 Etna, no 5 Le lac de lave du Niragongo
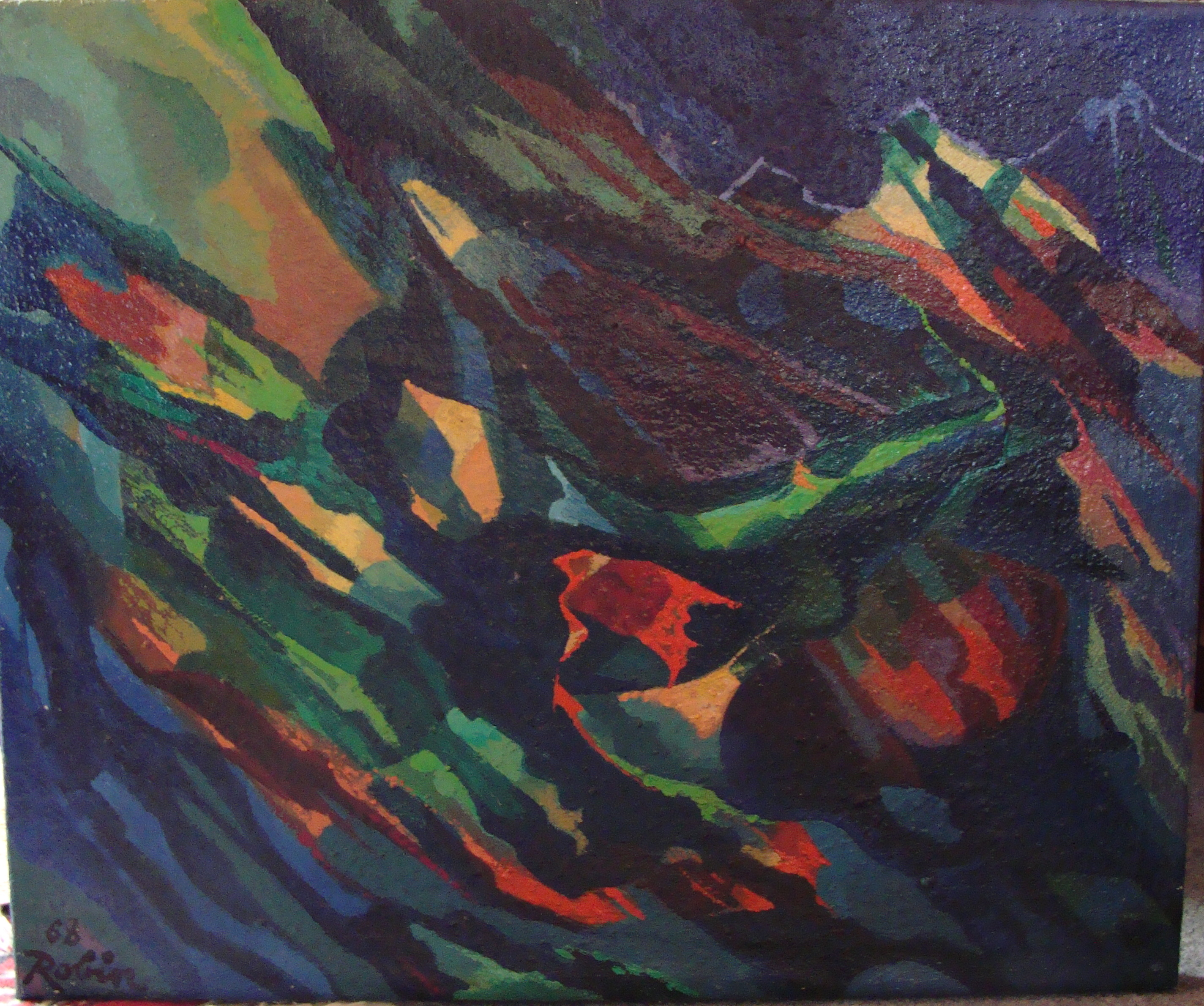
1968 Etna, no 22 Paysage près de l'Etna

Fusains, sanguines, gouaches mais également projets de costumes constituent d’autres facettes du talent de Gabriel Robin.

## Musées
Des œuvres de Robin sont conservées au Musée du Louvre, au Fonds National d’Art Contemporain (3 œuvres de 1942, 1947 et 1949), au Musée des Beaux-Arts de Nantes, au Musée des Beaux-Arts de l'Ontario à Toronto (Canada), à la Pinacothèque nationale - Musée Alexandre Soutzo à Athènes (Grèce) et dans de nombreuses collections privées.